# Perthes (Seine-et-Marne)
Pour les articles homonymes, voir Perthes.
Perthes-en-Gâtinais redirige ici.
Perthes, aussi appelée Perthes-en-Gâtinais, est une commune française située dans le département de Seine-et-Marne, en région Île-de-France. En 2022, elle comptait 2 074 habitants.

## Géographie

### Localisation
La commune de Perthes est située au sud-ouest du département de Seine-et-Marne, en région Île-de-France, et au nord-est de la région naturelle le Gâtinais.
Elle se situe à 12,25 km par la route de Melun, préfecture du département et à 15,39 km de Fontainebleau, sous-préfecture. La commune fait en outre partie du bassin de vie de Paris.

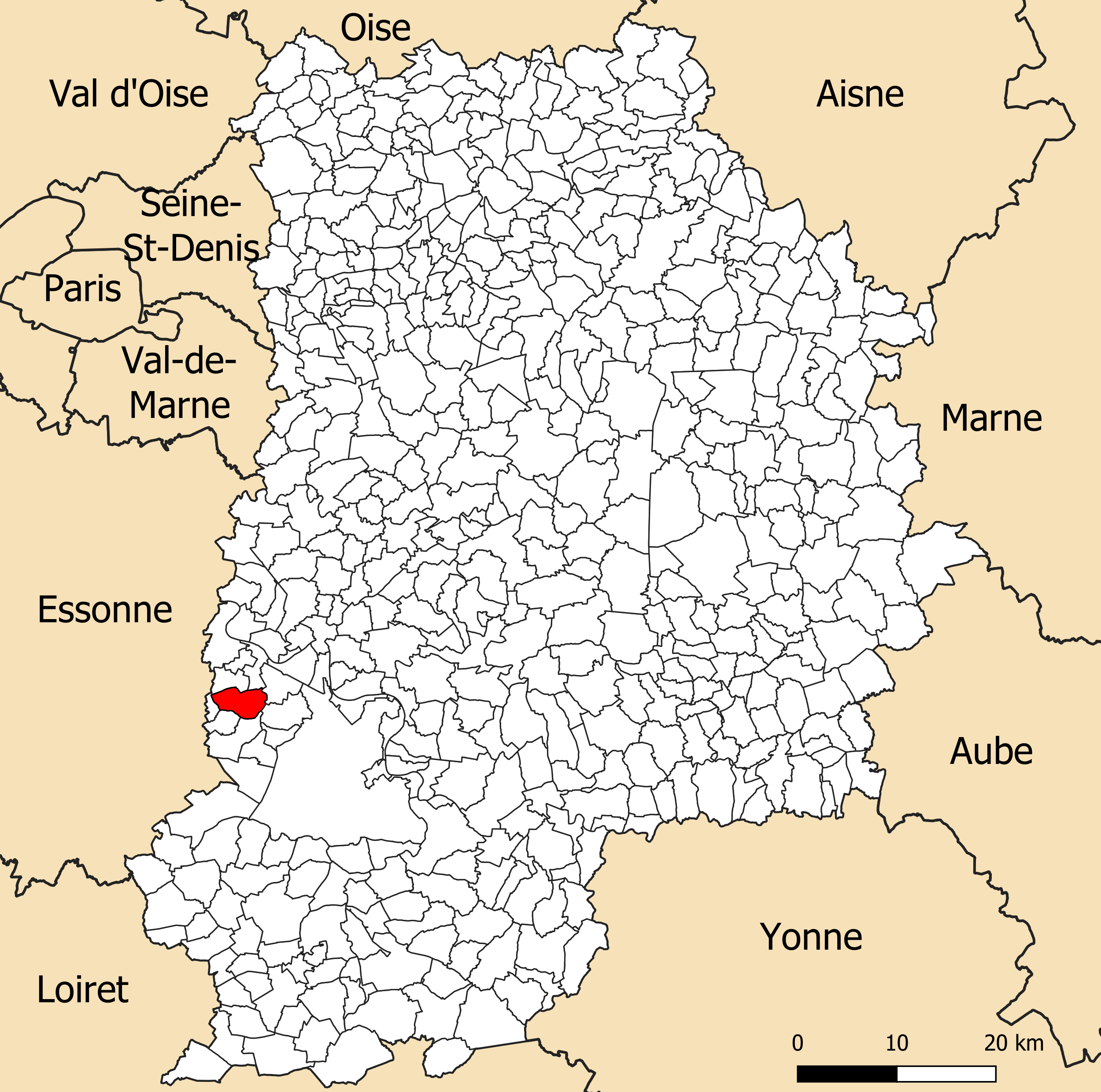
Localisation de Perthes dans le département de Seine-et-Marne.

### Communes limitrophes
Les communes les plus proches sont : 
Saint-Sauveur-sur-École (2,2 km), Cély (2,7 km), Fleury-en-Bière (3,3 km), Saint-Germain-sur-École (3,4 km), Villiers-en-Bière (3,8 km), Chailly-en-Bière (4,0 km), Soisy-sur-École (4,5 km), Saint-Martin-en-Bière (4,6 km).

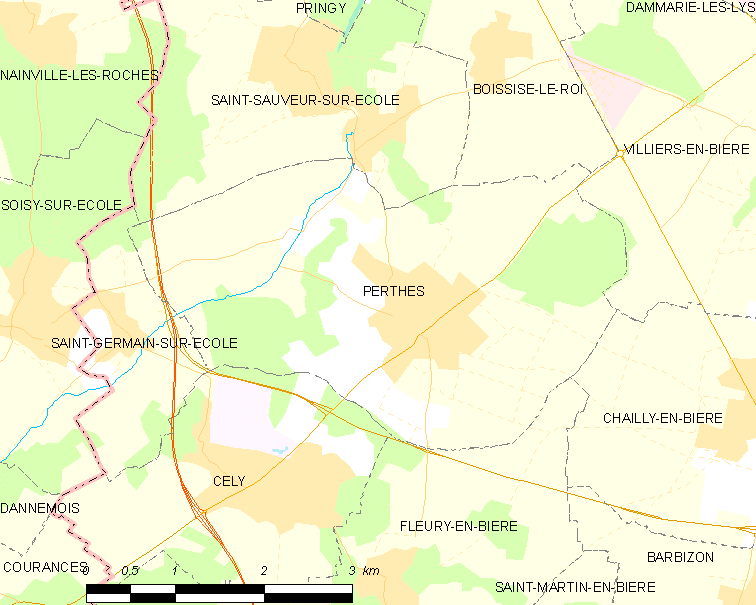
Carte des communes limitrophes de Perthes.

| Saint-Sauveur-sur-École | Saint-Sauveur-sur-École | Boissise-le-Roi   |
| Saint-Germain-sur-École | Perthes                 | Villiers-en-Bière |
| Cély                    | Fleury-en-Bière         | Chailly-en-Bière  |

### Géologie et relief
Le territoire de la commune se situe dans la partie nord-ouest de la plaine de la Bière qui constitue la partie nord-est de la région naturelle du Gâtinais et qui est délimitée au nord et à l'ouest par la rivière École ; à l'est, par la Seine et au sud par la forêt de Fontainebleau.
Son territoire s'inscrit approximativement dans un rectangle, d'une largeur de 5,8 km et d’une hauteur de 3,4 km. L'altitude moyenne du territoire est de 80 m dans l'ensemble de la plaine, elle est de 49 m au hameau de la Planche au niveau de la rivière École et de 76 m au hameau du Monceau sur la rive gauche de l'École.
Géologiquement intégré au bassin parisien, qui est une région géologique sédimentaire, l'ensemble des terrains affleurants de la commune sont issus de l'ère géologique Cénozoïque (des périodes géologiques s'étageant du Paléogène au Quaternaire),.
Le sol de toute la partie est et centrale de la commune, correspondant à la plaine de la Bière, ainsi que la partie nord-ouest, date du Quaternaire et est formé d'un complexe de limon des plateaux (LP), consistant en limon, argiles et sables dominants sur une épaisseur estimée à 1,5 m ou plus, sur un substrat de calcaire, et de meulière de Brie (g1CB). Le sol du haut des coteaux des vallées de la rivière École et du ru de Rebais, en bordure des plaines, date du Sannoisien (ou Stampien inférieur) et est composé de calcaires et de meulière de Brie (g1CB). La partie médiane des coteaux des rivières date aussi du Stampien inférieur ; elle est formée de marnes vertes (g1AR). Les parties basses des coteaux datent du Bartonien supérieur, elles sont composées de marnes supragypseuses (e7MS), ou marnes de Pantin, en flanc des vallées et de calcaires de Champigny (e7C) dans la bande aux abords des rivières. Le sol des lits des rivières est composé d'alluvions actuels ou subactuels (Fz), d'argiles ou de sables,.

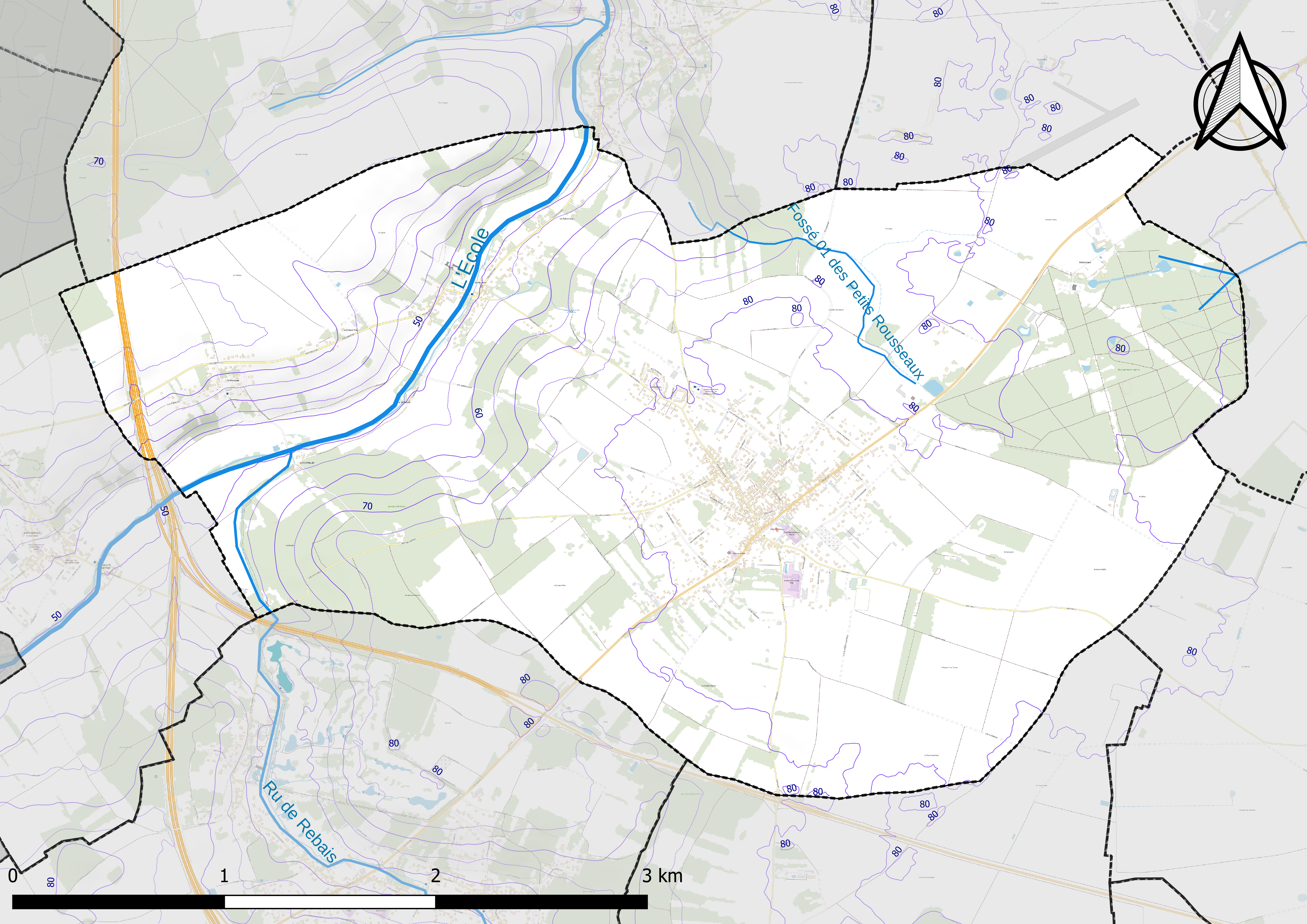
Carte du relief de Perthes.
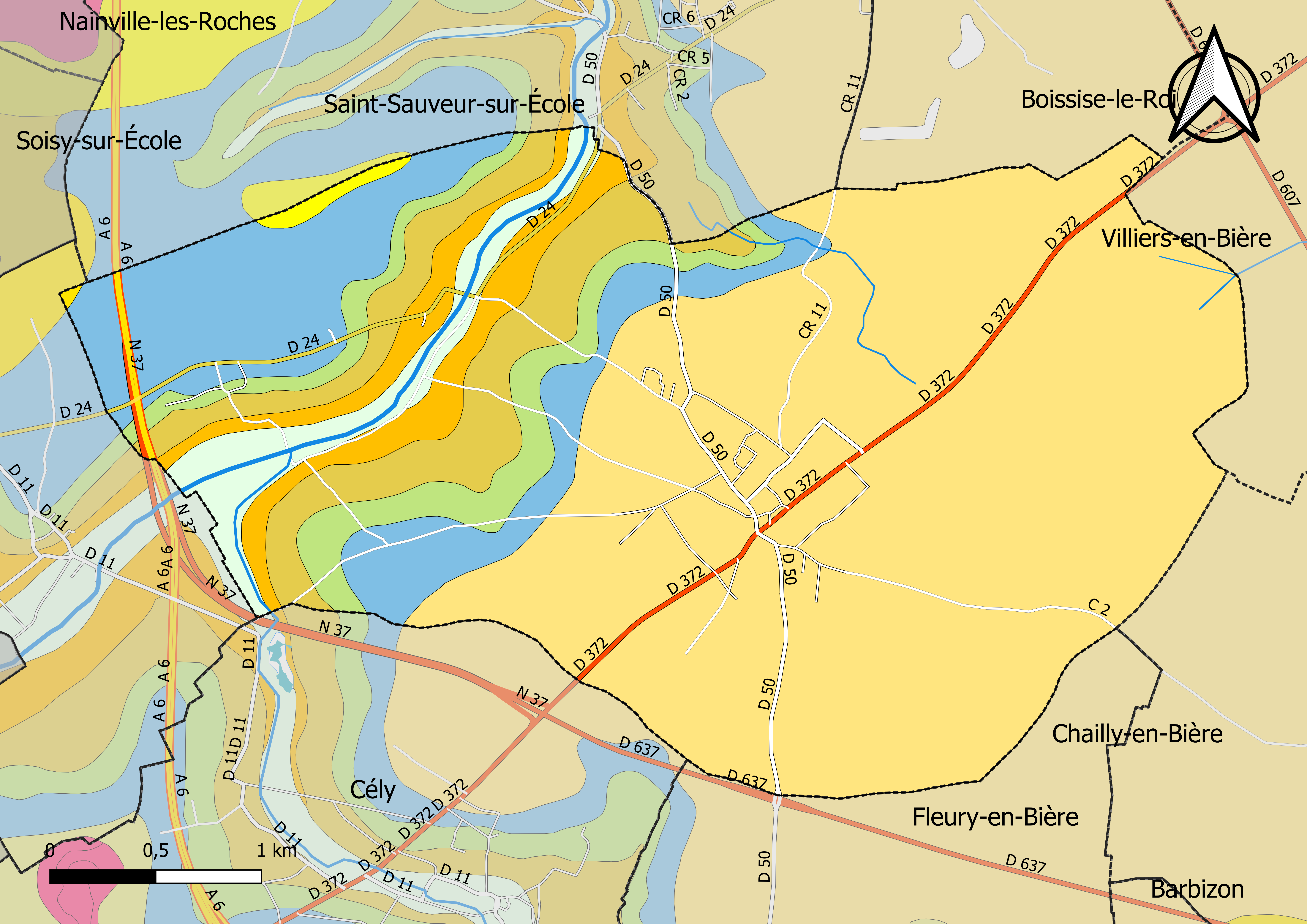
Carte géologique vectorisée et harmonisée de Perthes.

|  | OE C : | Loess calcaire, limon calcaire.                                   |
|  | LP :   | Limon des plateaux de composition argilo-marneuse.                |
|  | Fz :   | Alluvions récentes : limons, argiles, sables, tourbes localement. |

|  | g1AR : | Argile verte, Glaises à Cyrènes et/ou Marnes vertes et blanches (Argile verte de Romainville) . |
|  | g1CB : | Calcaire de Brie stampien et meulières plio-quaternaire indifférenciées.                        |

|  | e7C :  | Calcaire de Champigny, Calcaire de Château-Landon, Marnes de Nemours.        |
|  | e7MS : | Marnes supragypseuses : Marnes blanches de Pantin Marnes bleues d'Argenteuil |

### Hydrographie

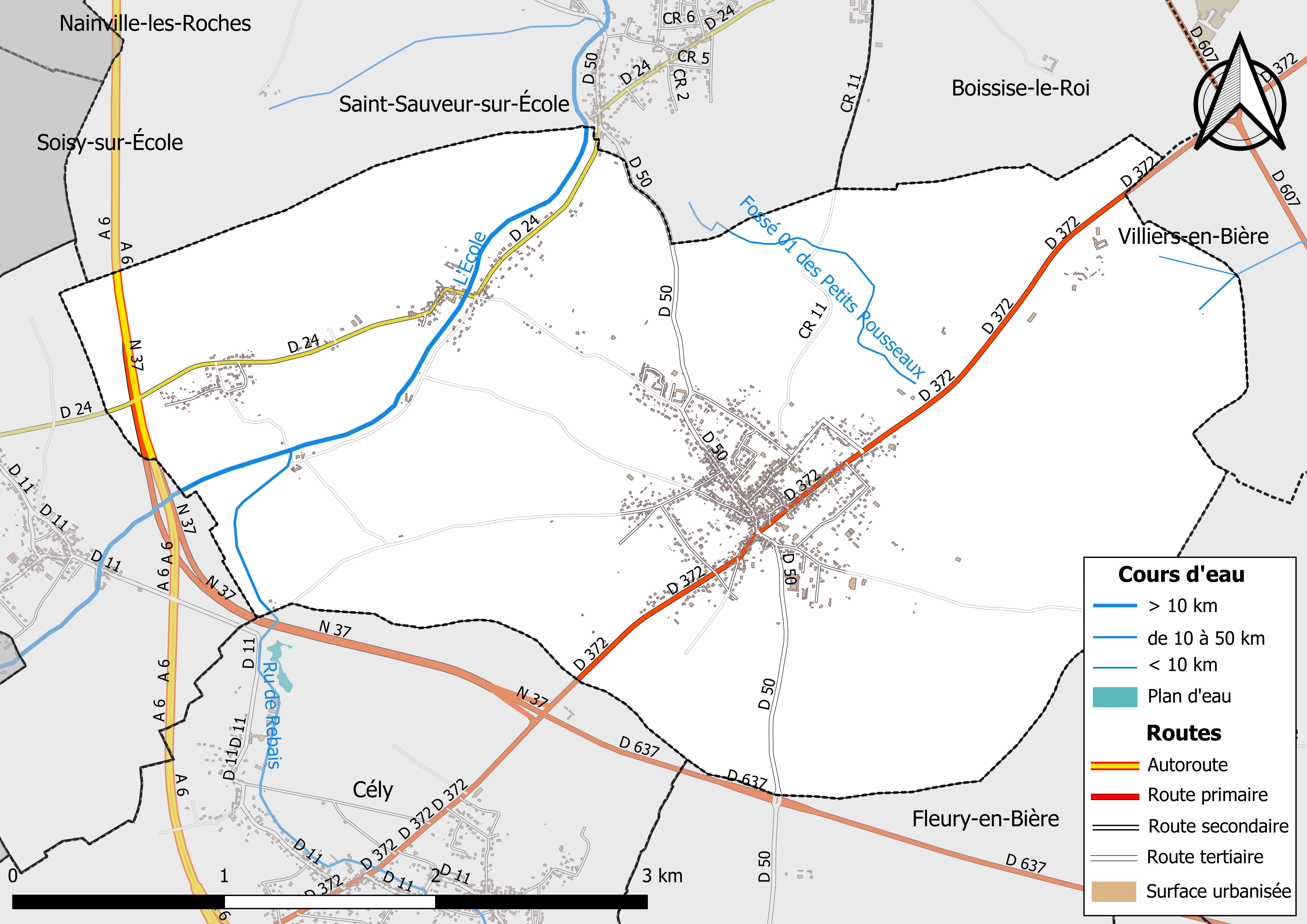
Carte des réseaux hydrographique et routier de Perthes.

Le système hydrographique de la commune se compose de cinq cours d'eau référencés :
- la rivière École, longue de 26,73 km, qui prend sa source dans la commune du Vaudoué, traverse Perthes dans la partie nord-ouest de son territoire, d'ouest en est, pour se diriger vers Saint-Fargeau-Ponthierry où elle se jette dans la Seine ;
  - le ru de Rebais[11], affluent  de l'École, d’une longueur de 9,27 km, prend sa source dans les marais d'Arbonne-la-Forêt, au sud de Perthes. Il se déverse dans la rivière École au niveau du hameau du Petit-Moulin[12] ;
- le fossé 01 des Petits Rousseaux, 1,72 km[13] ;
- le canal 01 de la Pièce de Mémorant, 0,37 km[14] ;
- le canal 01 des Pommeraies, 1,50 km[15].

La longueur linéaire globale des cours d'eau sur la commune est de 5,77 km.

Sélection de vues des différents cours d'eau de la commune.
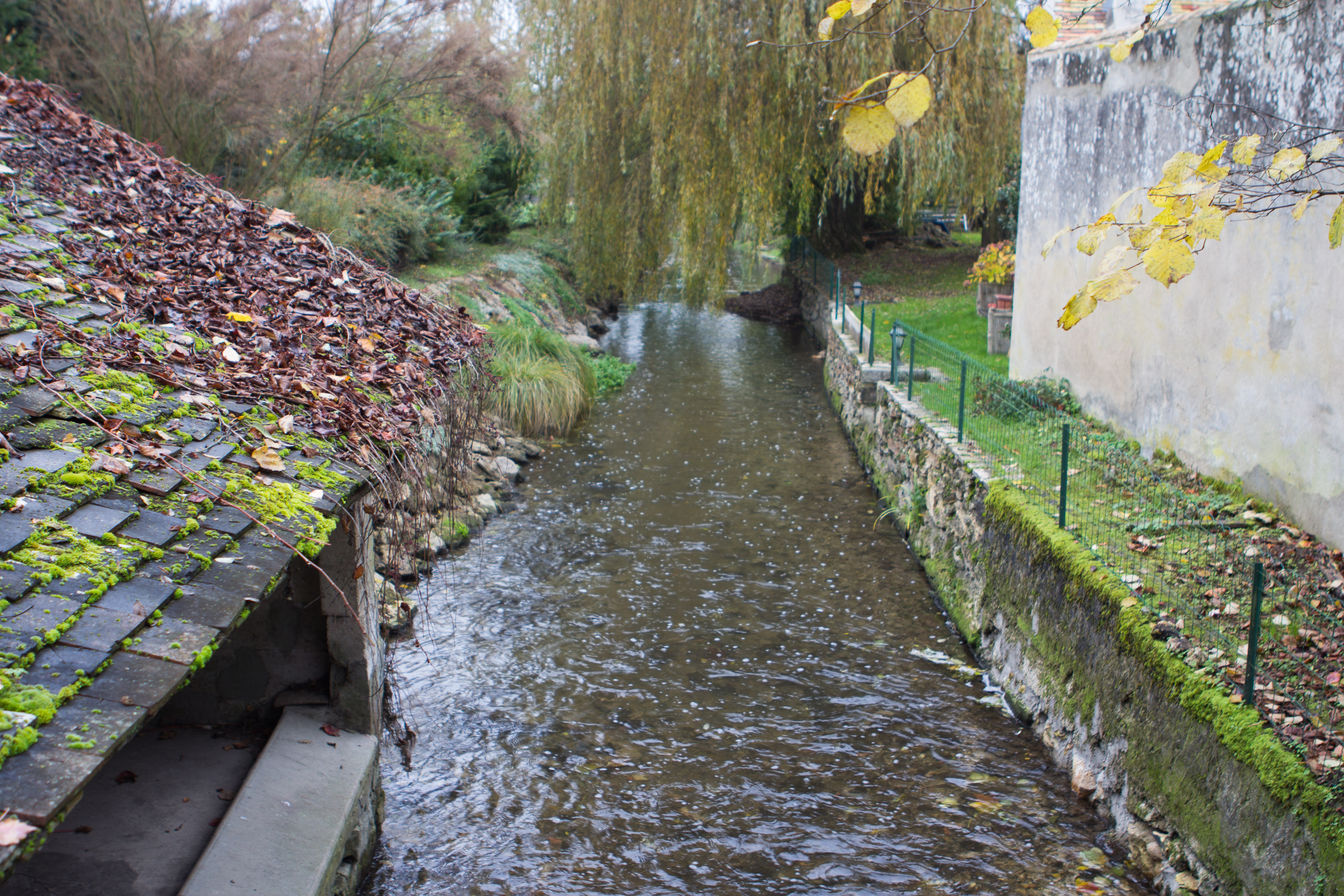
La rivière École, au hameau de la Planche.
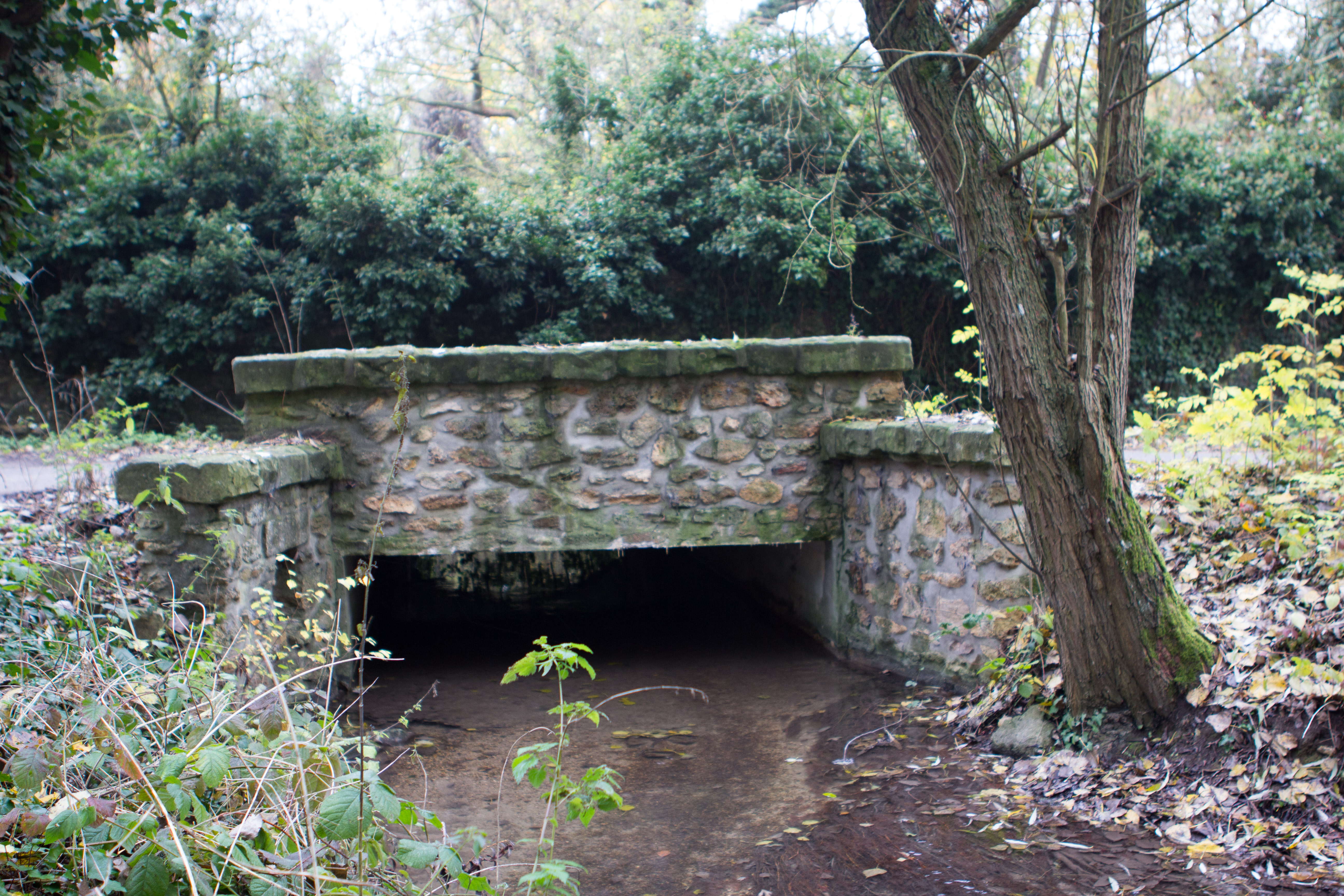
Le ru de Rebais, en lisière du bois des Fréculs.
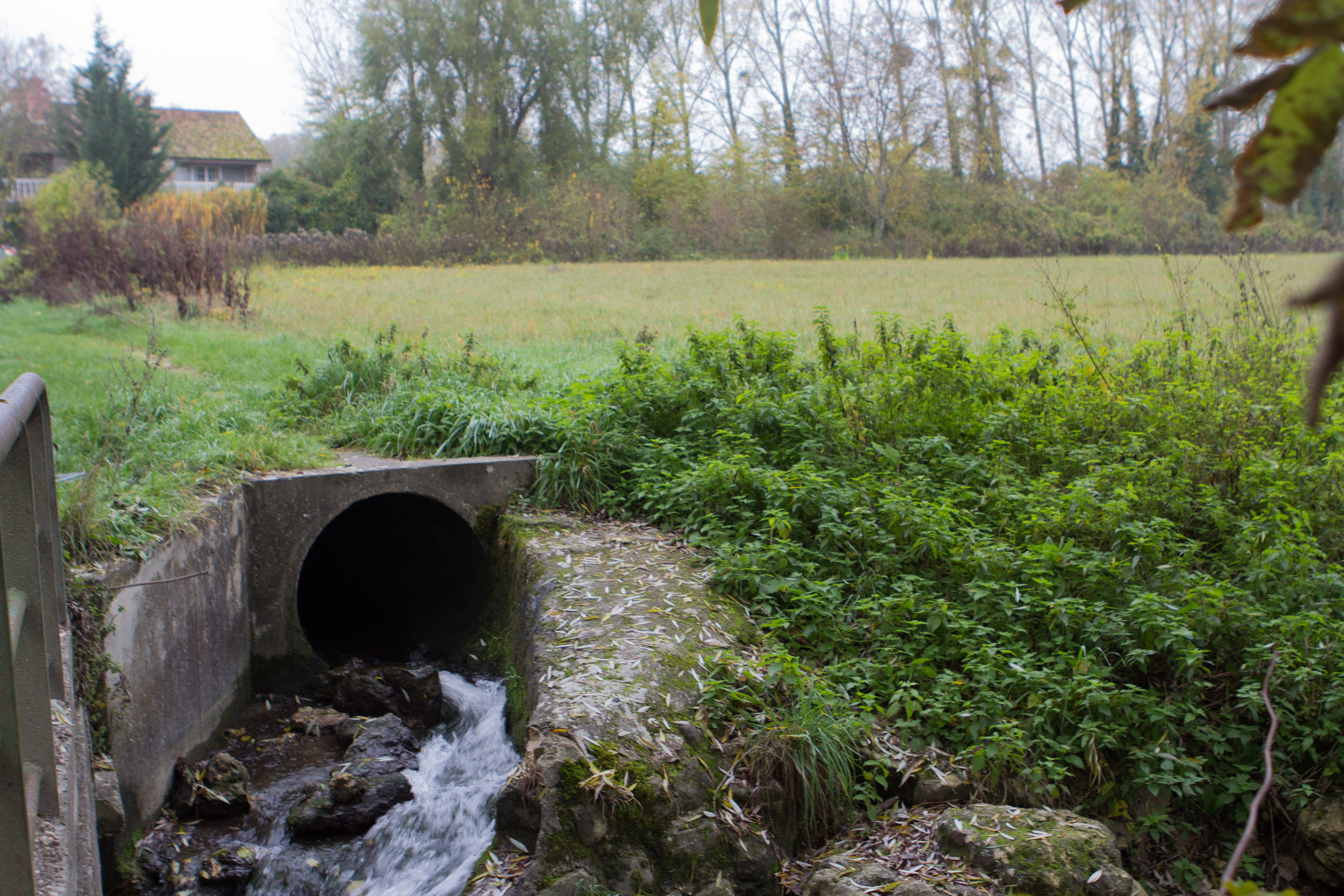
Le déversoir du ru de Rebais dans la rivière École au hameau du Petit-Moulin.

### Climat
Pour des articles plus généraux, voir Climat de l'Île-de-France et Climat de Seine-et-Marne.
En 2010, le climat de la commune est de type climat océanique dégradé des plaines du Centre et du Nord, selon une étude du CNRS s'appuyant sur une série de données couvrant la période 1971-2000. En 2020, Météo-France publie une typologie des climats de la France métropolitaine dans laquelle la commune est exposée à un climat océanique altéré et est dans la région climatique Sud-ouest du bassin Parisien, caractérisée par une faible pluviométrie, notamment au printemps (120 à 150 mm) et un hiver froid (3,5 °C).
Pour la période 1971-2000, la température annuelle moyenne est de 11,2 °C, avec une amplitude thermique annuelle de 15,5 °C. Le cumul annuel moyen de précipitations est de 681 mm, avec 11 jours de précipitations en janvier et 7,5 jours en juillet. Pour la période 1991-2020, la température moyenne annuelle observée sur la station météorologique la plus proche, située sur la commune de Nainville-les-Roches à 5 km à vol d'oiseau, est de 11,5 °C et le cumul annuel moyen de précipitations est de 702,3 mm,. Pour l'avenir, les paramètres climatiques de la commune estimés pour 2050 selon différents scénarios d'émission de gaz à effet de serre sont consultables sur un site dédié publié par Météo-France en novembre 2022.
| Mois                                  | jan.             | fév.             | mars            | avril         | mai             | juin          | jui.           | août           | sep.         | oct.            | nov.            | déc.           | année      |
| ------------------------------------- | ---------------- | ---------------- | --------------- | ------------- | --------------- | ------------- | -------------- | -------------- | ------------ | --------------- | --------------- | -------------- | ---------- |
| Température minimale moyenne (°C)     | 1,4              | 1,3              | 3,4             | 4,9           | 8,7             | 11,6          | 14             | 13,5           | 10,2         | 7,7             | 3,8             | 2              | 6,9        |
| Température moyenne (°C)              | 4,1              | 4,8              | 8,1             | 10,2          | 14,3            | 17,5          | 20,1           | 19,7           | 15,7         | 11,8            | 7               | 4,6            | 11,5       |
| Température maximale moyenne (°C)     | 6,7              | 8,2              | 12,8            | 15,5          | 19,8            | 23,3          | 26,3           | 25,9           | 21,1         | 16              | 10,1            | 7,1            | 16,1       |
| Record de froid (°C) date du record   | −20,5 17.01.1985 | −13,3 26.02.1986 | −12,4 01.03.05  | −5 12.04.1986 | −1,5 10.05.1980 | 1,8 04.06.01  | 4,5 17.07.1980 | 2,5 31.08.1986 | 2 29.09.1990 | −4,5 30.10.1985 | −11 24.11.1998  | −11 31.12.1985 | −20,5 1985 |
| Record de chaleur (°C) date du record | 16,5 05.01.1999  | 21,5 24.02.1990  | 25,5 29.03.1989 | 29,3 30.04.05 | 33 27.05.05     | 35,1 20.06.05 | 37,4 19.07.06  | 39 04.08.1990  | 32 04.09.05  | 30,2 01.10.1985 | 20,5 11.11.1995 | 17,2 07.12.00  | 39 1990    |
| Précipitations (mm)                   | 56,7             | 50,5             | 51,7            | 52,7          | 68,4            | 63,3          | 49,8           | 48,6           | 60,1         | 64,2            | 63,6            | 72,7           | 702,3      |

### Milieux naturels et biodiversité

#### Espaces protégés
La protection réglementaire est le mode d’intervention le plus fort pour préserver des espaces naturels remarquables et leur biodiversité associée,.
Dans ce cadre, la commune fait partie d'un espace protégé, le Parc naturel régional du Gâtinais français, créé en 1999 et d'une superficie de 75 567 ha. D’une grande richesse en termes d’habitats naturels, de flore et de faune, il est un maillon essentiel de l’Arc sud-francilien des continuités écologiques (notamment pour les espaces naturels ouverts et la circulation de la grande faune),.
Deux autres espaces protégés sont présents dans la commune : 
- la zone de transition de la réserve de biosphère « Fontainebleau et Gâtinais », créée en 1998 et d'une superficie totale de 150 544 ha (95 595 ha pour la zone de transition). Cette réserve de biosphère, d'une grande biodiversité, comprend trois grands ensembles : une grande moitié ouest à dominante agricole, l’emblématique forêt de Fontainebleau au centre, et le Val de Seine à l’est. La structure de coordination est l'Association de la Réserve de biosphère de Fontainebleau et du Gâtinais, qui comprend un conseil scientifique et un Conseil Éducation, unique parmi les Réserves de biosphère françaises[27],[28].
- la zone tampon de la réserve de biosphère « Fontainebleau et Gâtinais », créée en 1998 et d'une superficie totale de 150 544 ha (16 102 ha pour la zone tampon). Cette réserve de biosphère, d'une grande biodiversité, comprend trois grands ensembles : une grande moitié ouest à dominante agricole, l’emblématique forêt de Fontainebleau au centre, et le Val de Seine à l’est. La structure de coordination est l'Association de la Réserve de biosphère de Fontainebleau et du Gâtinais, qui comprend un conseil scientifique et un Conseil Éducation, unique parmi les Réserves de biosphère françaises[27],[29].

## Urbanisme

### Typologie
Au 1er janvier 2024, Perthes est catégorisée bourg rural, selon la nouvelle grille communale de densité à sept niveaux définie par l'Insee en 2022.
Elle est située hors unité urbaine. Par ailleurs la commune fait partie de l'aire d'attraction de Paris, dont elle est une commune de la couronne,. Cette aire regroupe 1 929 communes,.

### Occupation des sols
L'occupation des sols de la commune, telle qu'elle ressort de la base de données européenne d’occupation biophysique des sols Corine Land Cover (CLC), est marquée par l'importance des territoires agricoles (71,4 % en 2018), en augmentation par rapport à 1990 (69,7 %). La répartition détaillée en 2018 est la suivante : 
terres arables (55,60 %),
forêts (20,08 %),
zones agricoles hétérogènes (15,78 %),
zones urbanisées (8,54 %).
| Type d’occupation | 1990      | 1990   | 2018      | 2018   | Bilan     |
| --- | --------- | ------ | --------- | ------ | --------- |
| Territoires artificialisés (zones urbanisées, zones industrielles ou commerciales et réseaux de communication, mines, décharges et chantiers, espaces verts artificialisés ou non agricoles) | 125,21 ha | 10,25% | 104,33 ha | 8,54%  | −20,88 ha |
| Territoires agricoles (terres arables, cultures permanentes, prairies, zones agricoles hétérogènes)                                                                                          | 851,28 ha | 69,67% | 872,16 ha | 71,38% | 20,88 ha  |
| Forêts et milieux semi-naturels (forêts, milieux à végétation arbustive et/ou herbacée, espaces ouverts sans ou avec peu de végétation)                                                      | 245,33 ha | 20,08% | 245,33 ha | 20,08% | 0,00 ha   |

Sélection de vues des différents paysages de la commune.
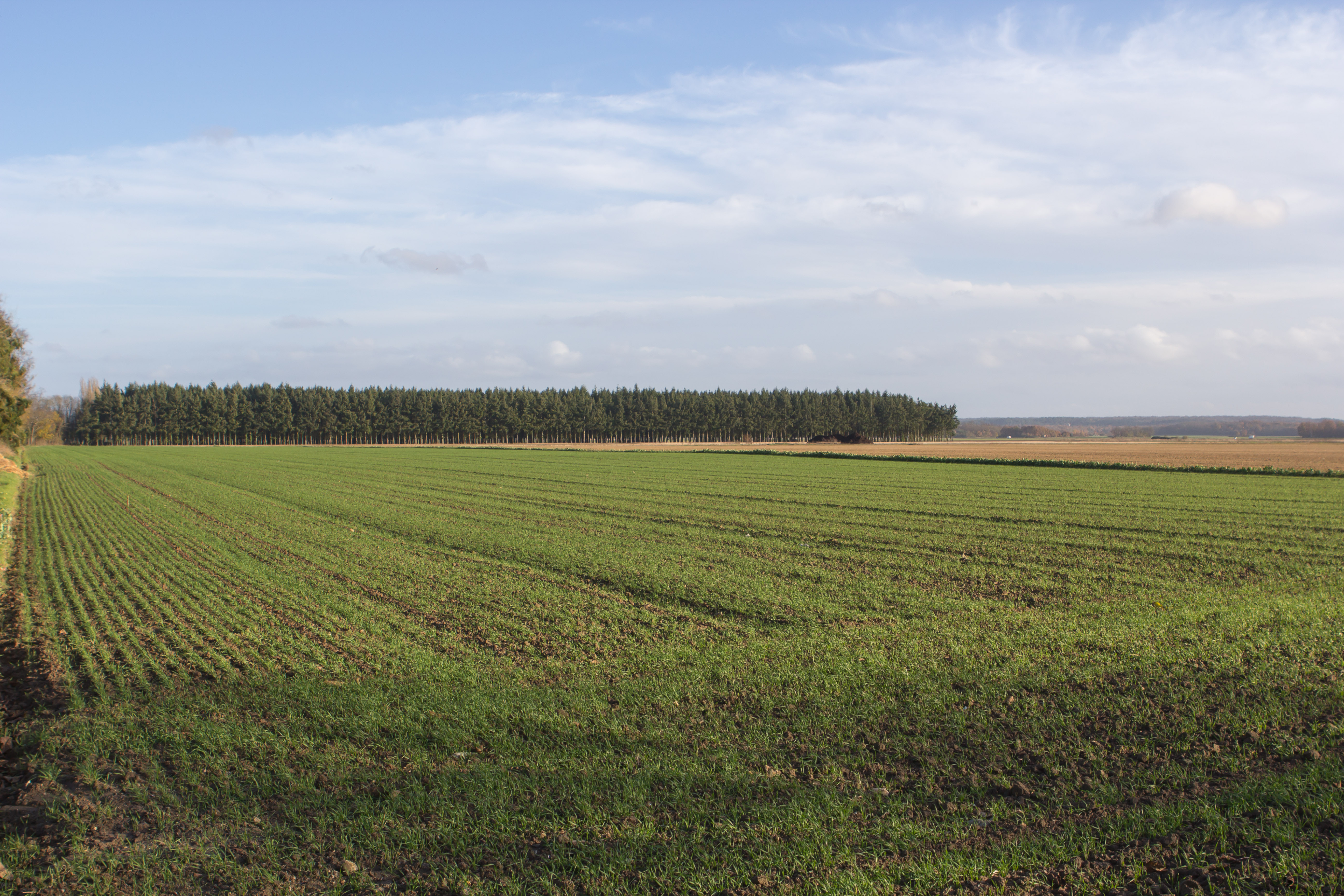
Terrain agricole dans la plaine de la Bière, au sud-est de la commune.
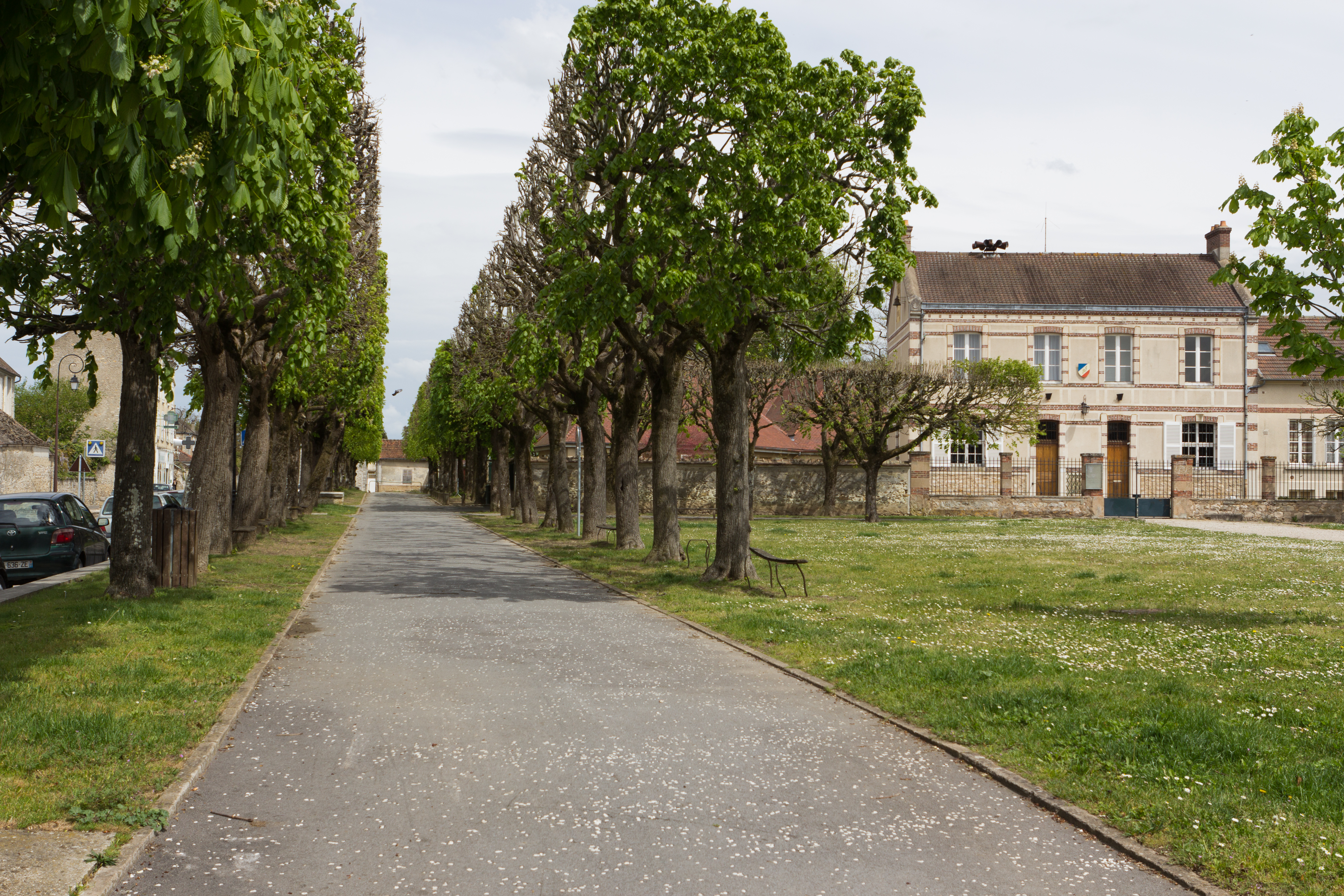
Le parc arboré de la mairie, au centre de la commune.
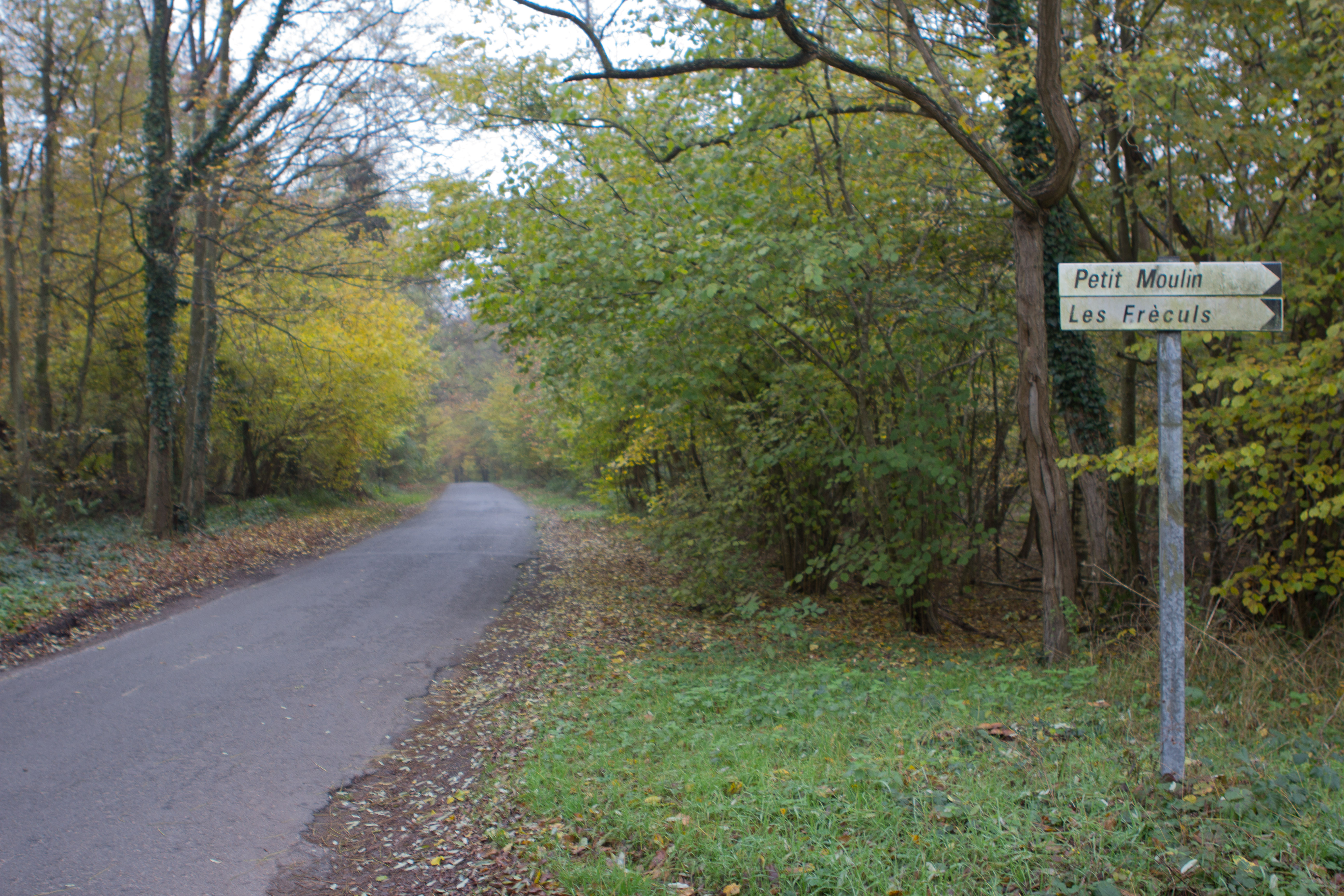
Le bois du Petit-Moulin au sud-ouest de la commune.

Parallèlement, L'Institut Paris Région, agence d'urbanisme de la région Île-de-France, a mis en place un inventaire numérique de l'occupation du sol de l'Île-de-France, dénommé le MOS (Mode d'occupation du sol), actualisé régulièrement depuis sa première édition en 1982. Réalisé à partir de photos aériennes, le Mos distingue les espaces naturels, agricoles et forestiers mais aussi les espaces urbains (habitat, infrastructures, équipements, activités économiques, etc.) selon une classification pouvant aller jusqu'à 81 postes, différente de celle de Corine Land Cover,,. L'Institut met également à disposition des outils permettant de visualiser par photo aérienne l'évolution de l'occupation des sols de la commune entre 1949 et 2018.

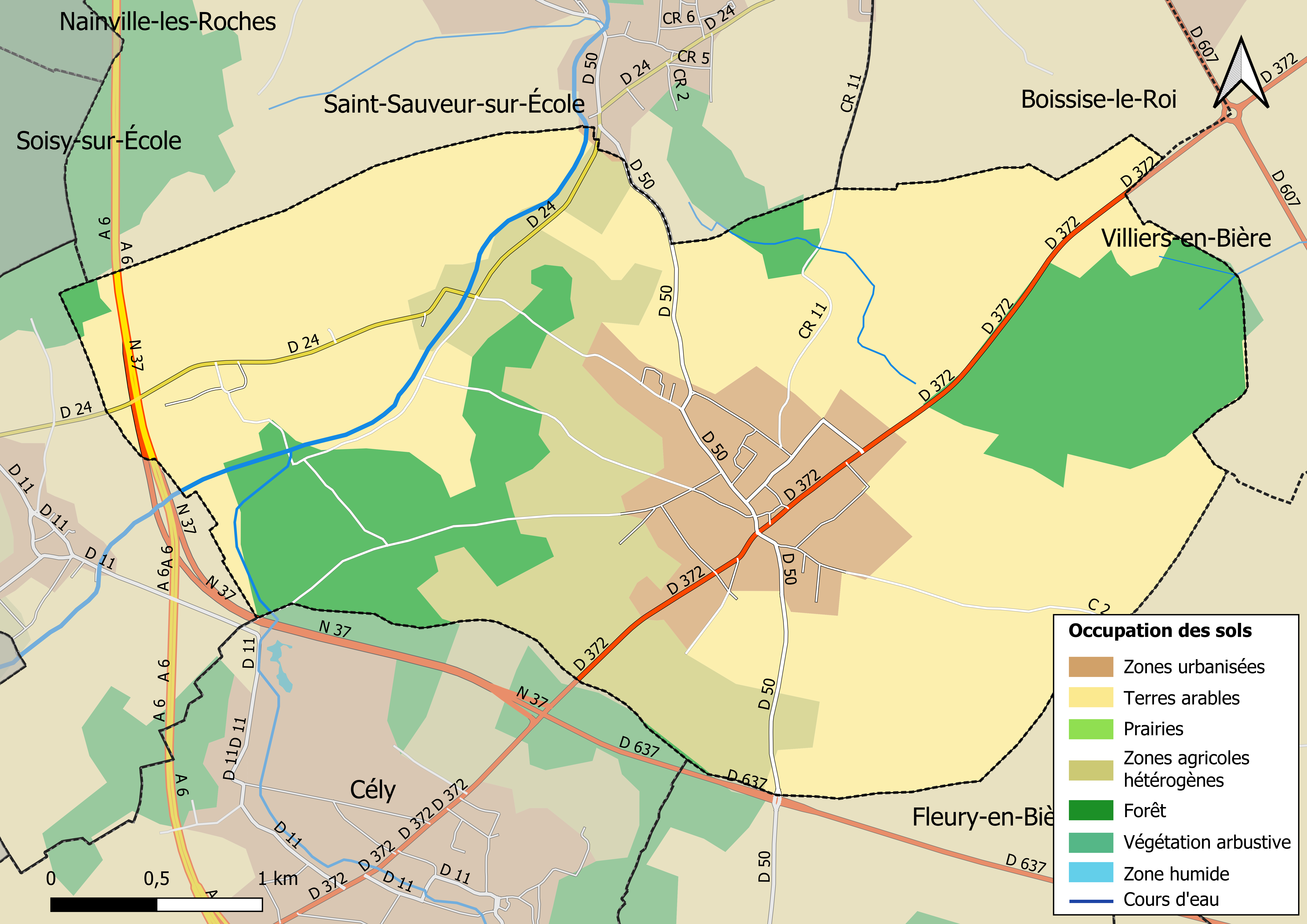
Carte des infrastructures et de l'occupation des sols en 2018 (CLC) de la commune.
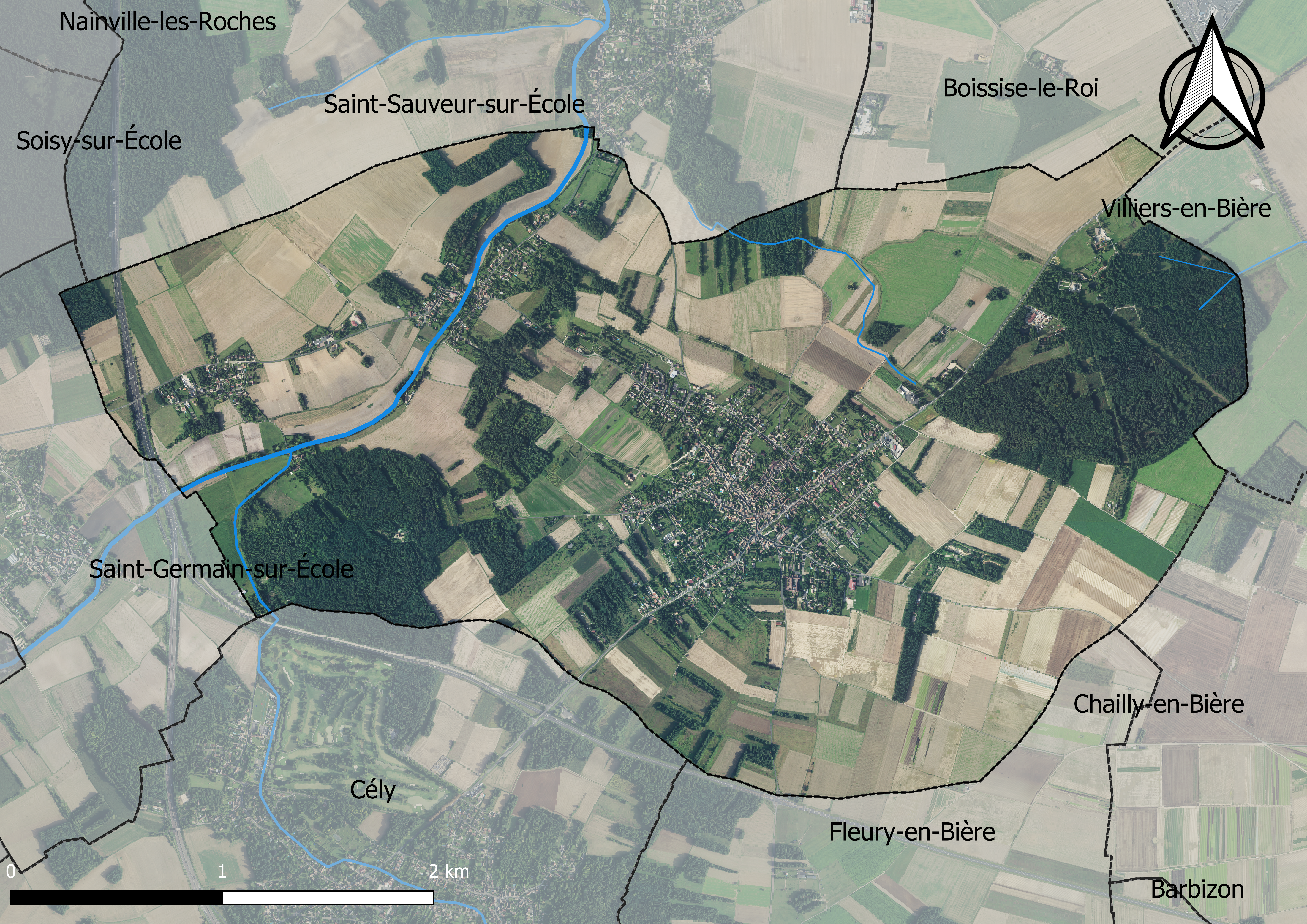
Carte orhophotogrammétrique de la commune.

### Lieux-dits et écarts

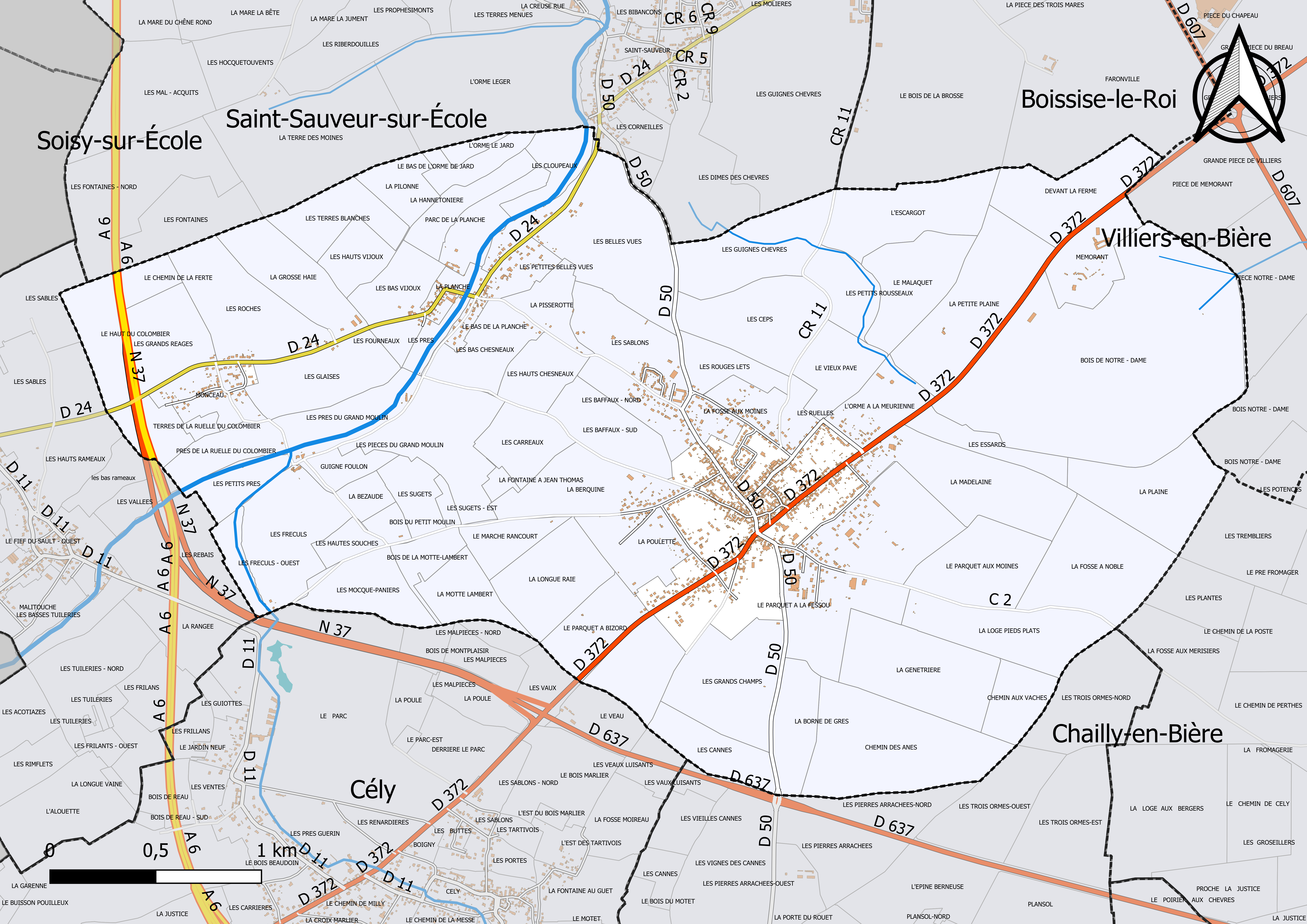
Carte du cadastre de la commune de Perthes.

La commune compte 97 lieux-dits administratifs répertoriés consultables ici (source : le fichier Fantoir).
Outre le village en lui-même, établi au centre de la commune, Perthes a deux lieux-dits principaux : la Planche et Monceau, tous deux situés au nord-est, sur la rive gauche de la rivière École. Le nom du hameau de la Planche a pour origine l'existence d'une planche en bois qui permettait autrefois le passage de la rivière en cet endroit. Le hameau du Monceau doit son nom à sa position sur le point culminant de la colline où il se situe. Les autres lieux-dits ou hameaux sont : le Petit-Moulin, le Grand-Moulin et les Belles-Vues, sur la rive droite de l'École ; et les Sablons, à la lisière nord du village.

Sélection de vues des différents hameaux de la commune.
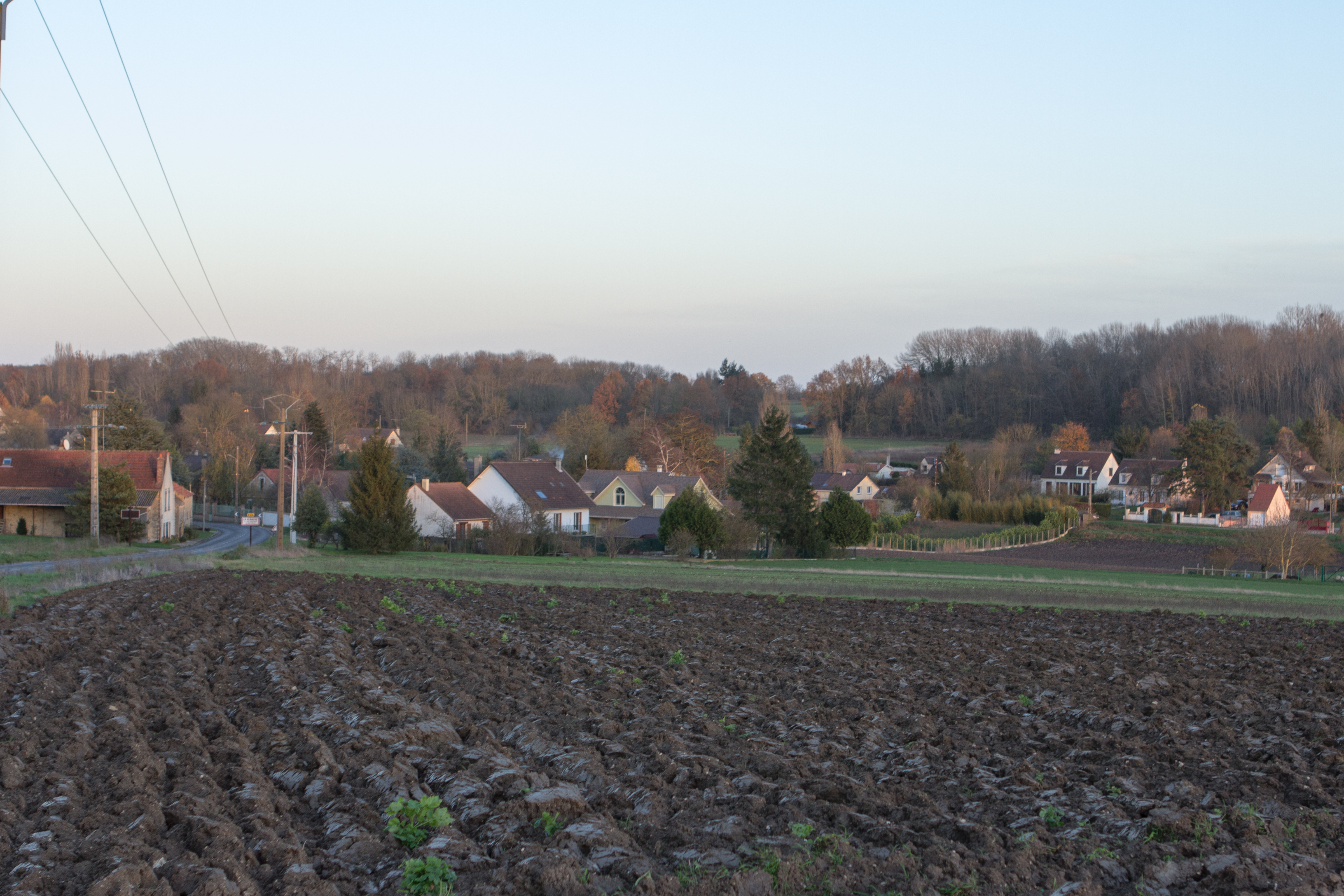
Le hameau de la Planche.
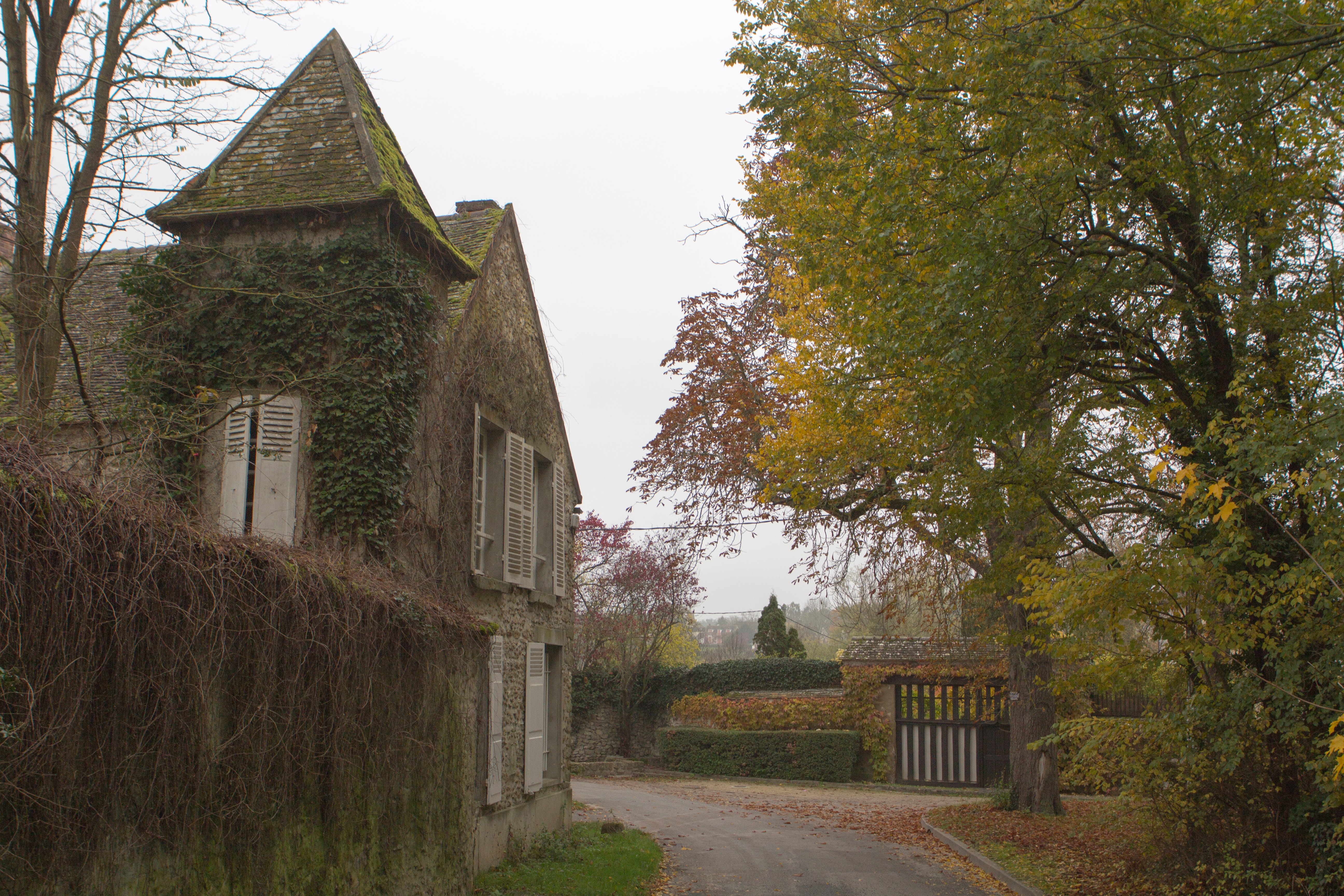
Hameau du Petit-Moulin.
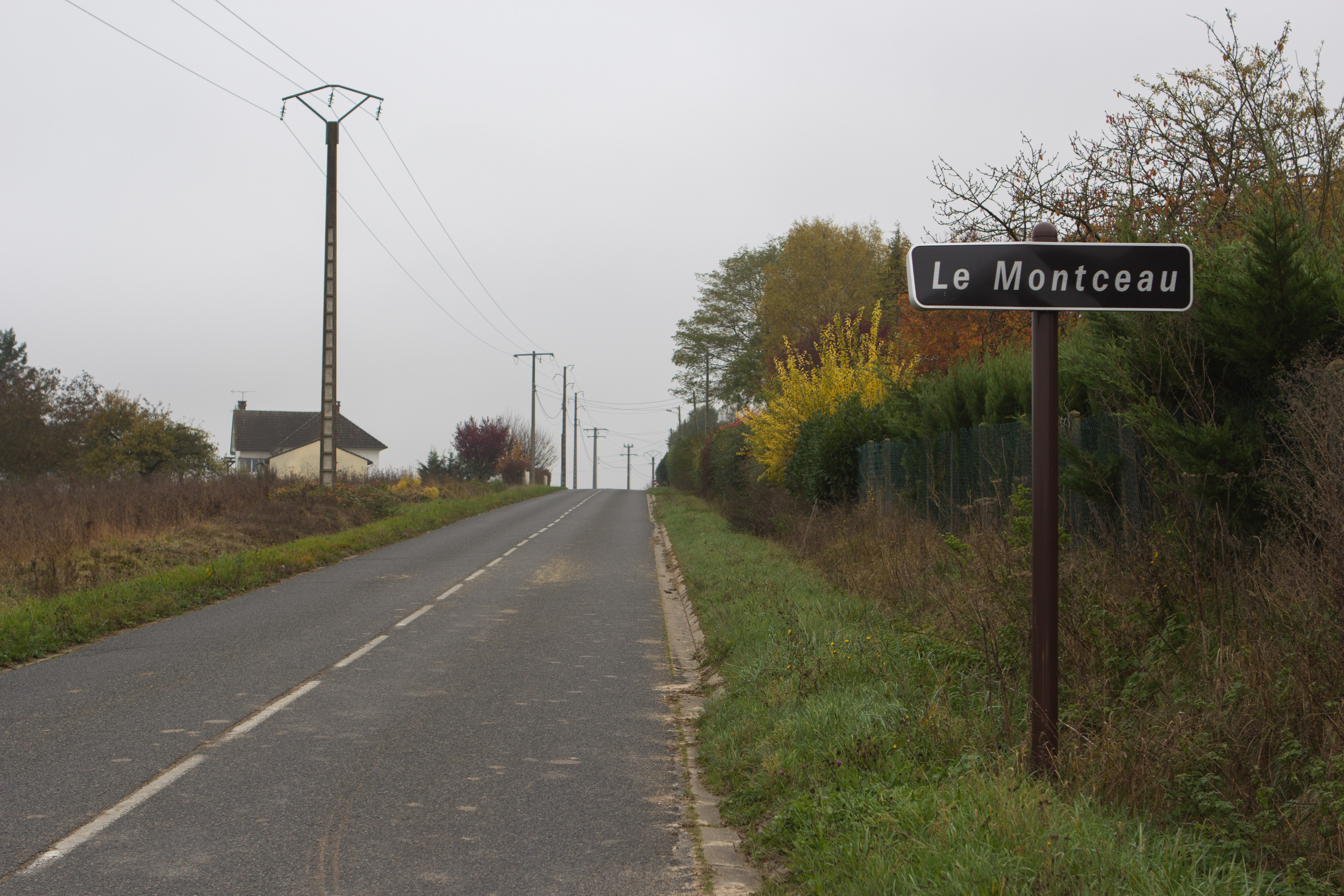
Entrée du hameau du Monceau.

### Logement
En 2017, le nombre total de logements dans la commune était de 899 dont 90,5 % de maisons (maisons de ville, corps de ferme, pavillons, etc.) et 8,8 % d'appartements dans des immeubles d'habitation de petites hauteurs.
Parmi ces logements, 89 % étaient des résidences principales, 4,8 % des résidences secondaires et 6,2 % des logements vacants.
La part des ménages fiscaux propriétaires de leur résidence principale s'élevait à 81,4 % contre 16,1 % de locataires dont, 3,7 % de logements HLM loués vides (logements sociaux) et, 2,5 % logés gratuitement.

Sélection de vues des différents habitats de la commune.
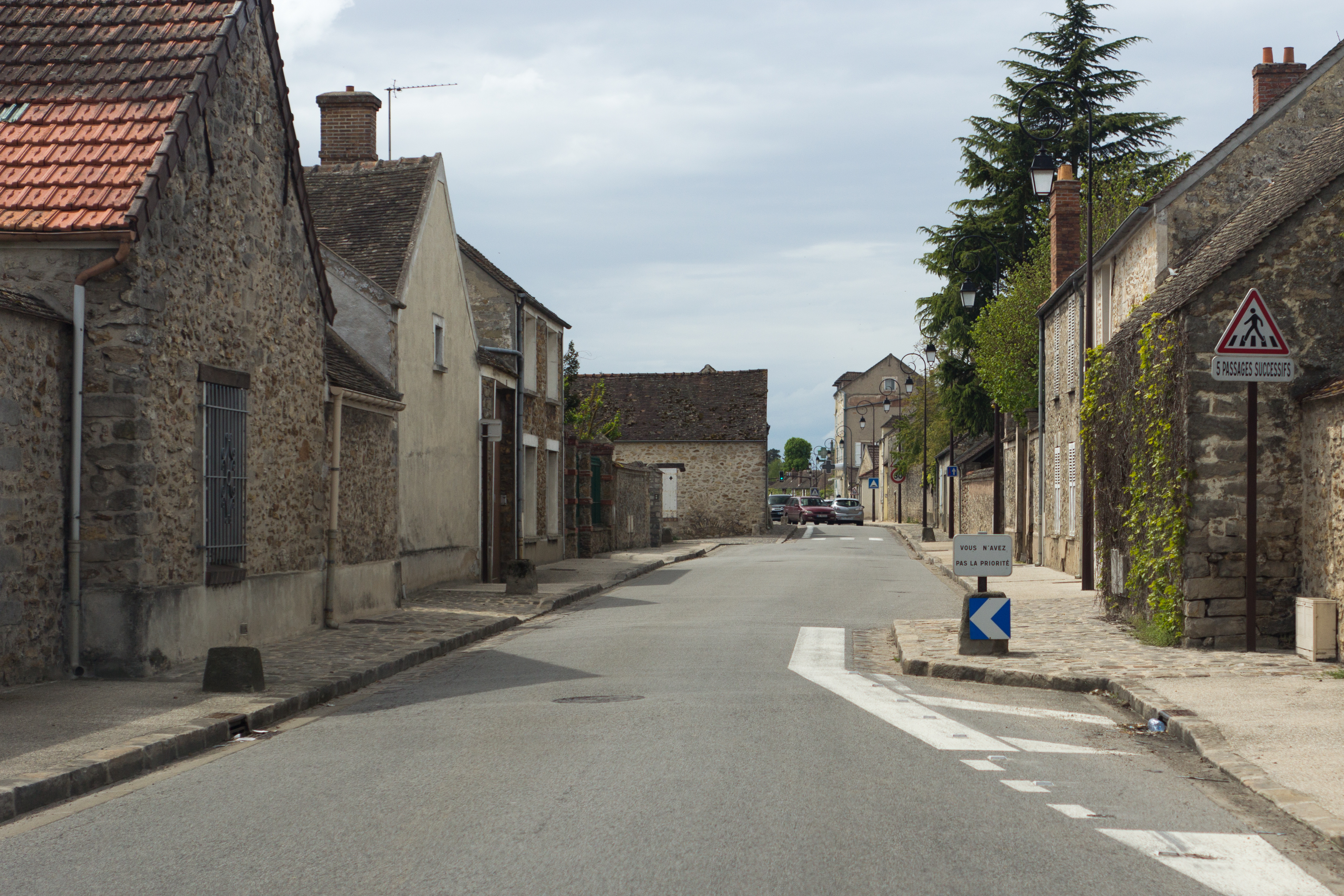
La rue de Melun au centre du village.
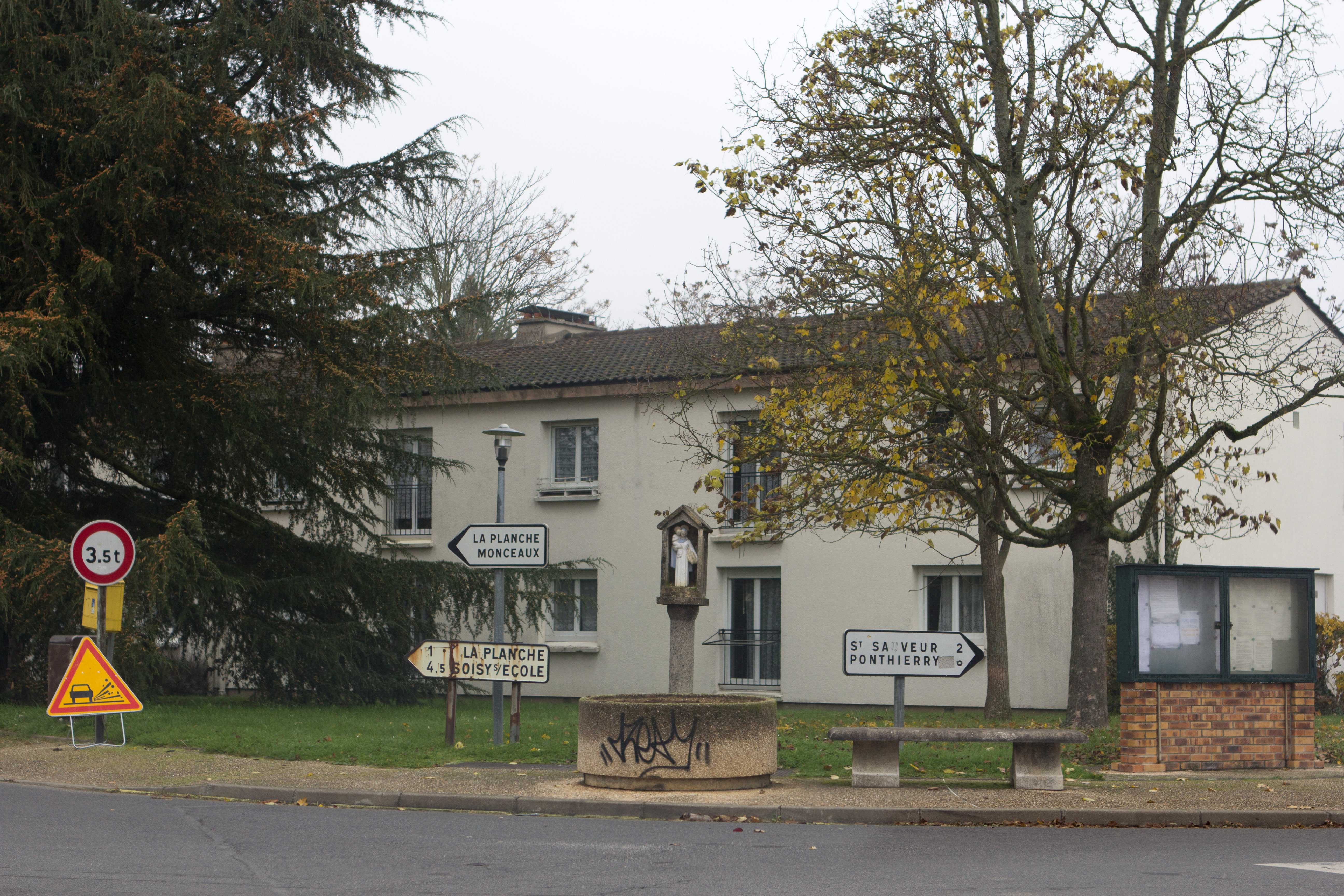
Résidence les Sablons.
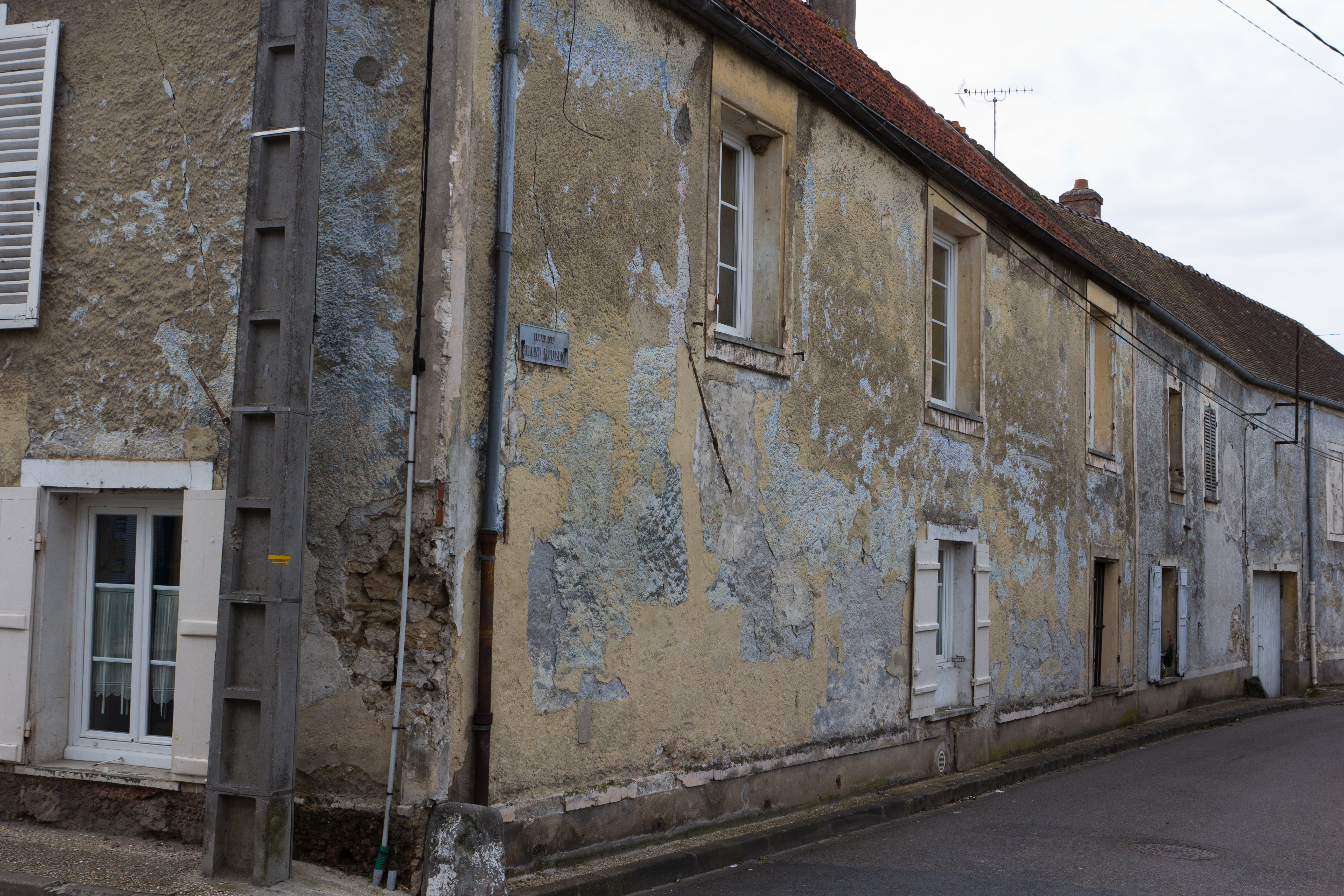
Maisons de la rue du Grand-Moulin.

### Voies de communication et transports

#### Voies de communication
L'autoroute A6, qui traverse le territoire de la commune dans sa partie nord-ouest, est accessible par l'échangeur entre la D 372 et la  route nationale 37 (reliant l'A6 à la RN 7) qui se situe au sud de la commune de Perthes et par le diffuseur no 13 (Cély) situé à 3 km au sud-est de la commune.
Plusieurs routes départementales relient Perthes aux communes voisines :
- la D 50, vers le nord en direction de Saint-Sauveur-sur-École et vers le sud en direction de Fleury-en-Bière ;
- la D 24, vers le nord-est en direction de Saint-Sauveur-sur-École et vers l'ouest en direction de Saint-Germain-sur-École ;
- la D 372, vers le nord-est en direction de Villiers-en-Bière et vers le sud-ouest en direction de Cély.

Sélection de vues des différentes voies de communication de la commune.
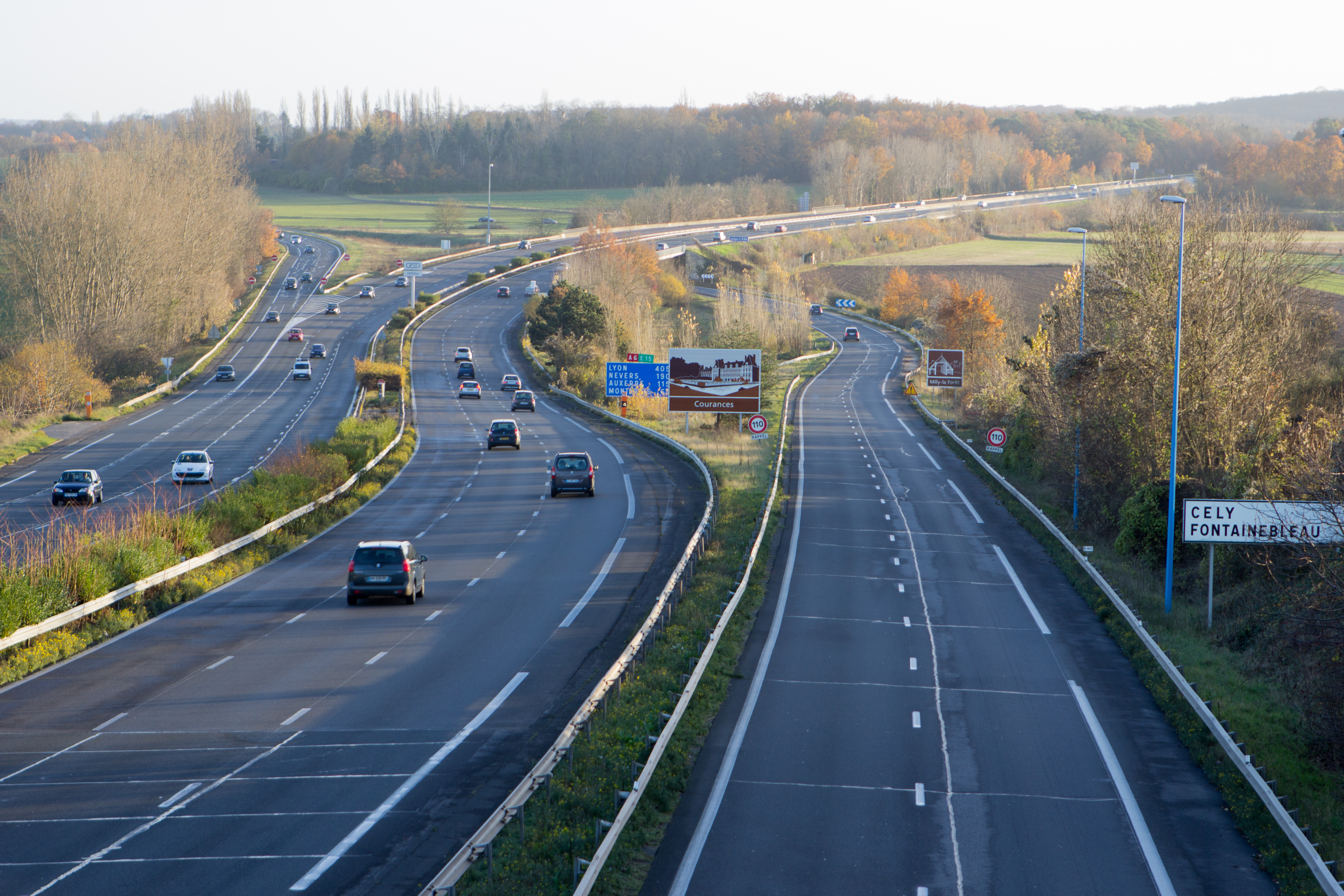
L'autoroute A6 (au centre) et la N 37 (sur les côtés).
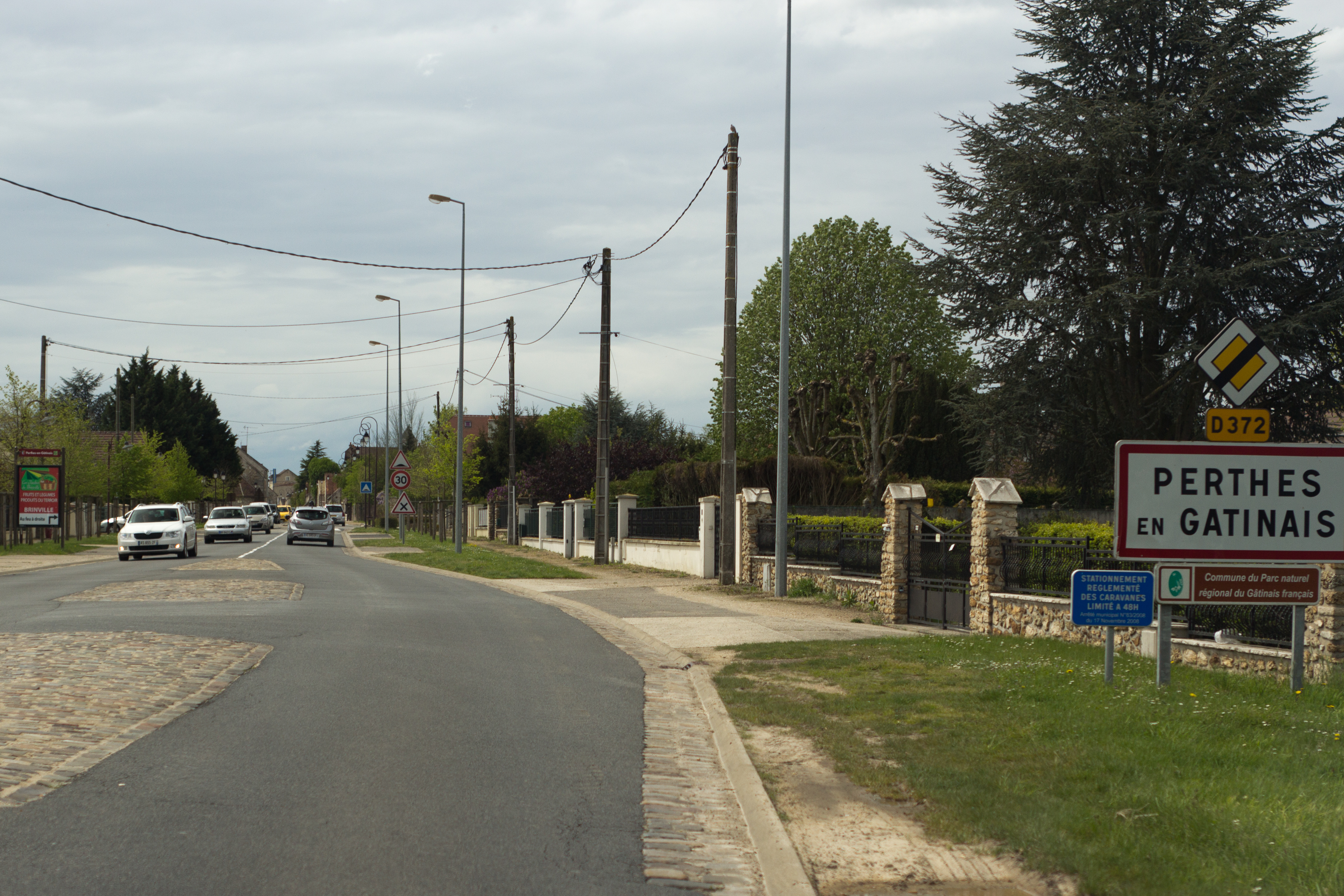
La D 372 à l'entrée nord-est de la ville.
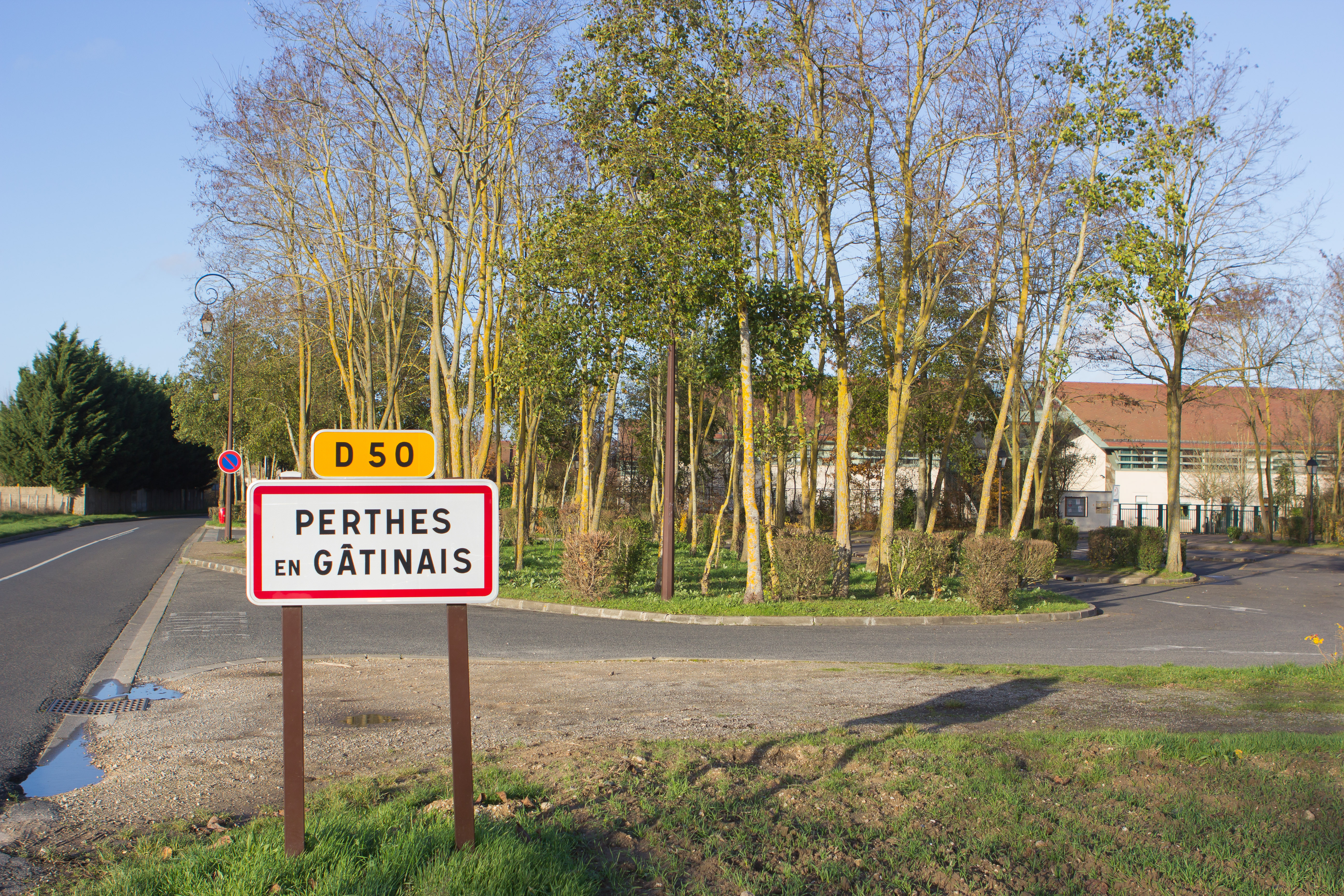
La D 50 à l'entrée sud de la ville.

#### Transports

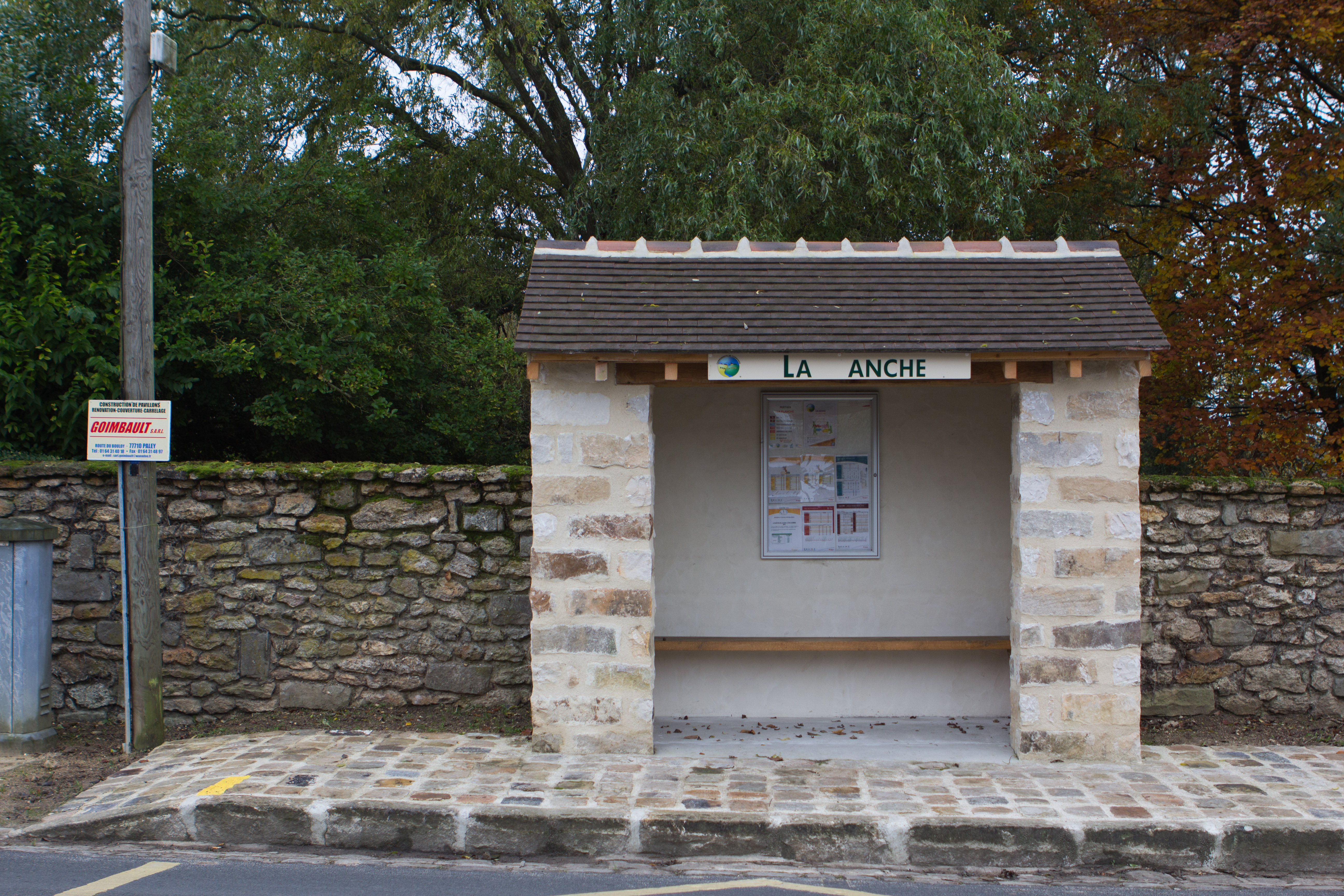
Un arrêt de bus au hameau de la Planche.

Deux gares se situent à proximité de Perthes : la gare de Boissise-le-Roi (à 7,5 km) et  la gare de Ponthierry - Pringy  (à 8 km). Toutes deux sont situées sur la ligne de Corbeil-Essonnes à Montereau et permettent l'accès à Melun ou à Paris.
La commune est desservie par sept lignes du réseau de bus Fontainebleau - Moret :
- la ligne no 14 qui relie Saint-Martin-en-Bière à Melun (gare de Melun) ;
- la ligne no 23 qui relie Saint-Fargeau-Ponthierry à Avon ;
- la ligne no 111 qui relie Boissise-le-Roi à Perthes ;
- la ligne no 112 qui relie Villiers-en-Bière à Perthes ;
- la ligne no 113 qui relie Saint-Sauveur-sur-École à Perthes ;
- la ligne no 114 qui relie Saint-Martin-en-Bière à Perthes ;
- la ligne no 115 qui relie Chailly-en-Bière à Perthes.

## Toponymie
Le nom de Perthes est mentionné dans des écrits du XIe siècle sous la forme Pertœ en latin médiéval, le graphe œ représentant à la désinence féminine du latin classique ae (au nominatif pluriel).
Le village est aussi attesté sous les formes Parthes ou même la cacographie Spartes. En gaulois *pert- avait probablement le même sens que le mot gallois apparenté perth « buisson, haie », hypothèse suggérée par le nom de la déesse gauloise Perta, divinité des jardins clos.
Selon une légende locale, Perthes s'appelait anciennement « Ville Joyeuse » mais aurait changé de nom pour la raison suivante : « Le pays fut nommé Perte, car trois frères autrefois, à peine la chasse ouverte, s'entretuèrent tous trois ; en apprenant la nouvelle, leur mère alors s'écria : Ah ! Quelle perte cruelle. Le nom de Perte en resta. ». Une autre légende indique : « La guerre jadis aux environs fut si grande qu’on détruisit le pays. Dans cette plaine déserte une étrangère passa qui dit aussi : Quelle perte !!! Dès lors Perte on le nomma. ».
Au XXIe siècle, la commune, appelée Perthes par l'INSEE se présente sous le nom de « Perthes-en-Gâtinais ».

## Histoire
Au XIe siècle, sous le règne de roi Robert II le Pieux, le village est rattaché au chapitre de Notre-Dame de Melun dont les chanoines sont en partie seigneurs de Perthes. Au XIIe siècle, Jean de Mémorant, neveu de Pierre de Corbeil (archevêque de Sens, dont dépendait la paroisse de Perthes) est le seigneur du village et il y possède un château, le château de Mémorant. Les chanoines de Notre-Dame de Melun exerçaient la basse et moyenne justice, tandis que les seigneurs de Mémorant exerçaient la haute justice sur toute la paroisse,.

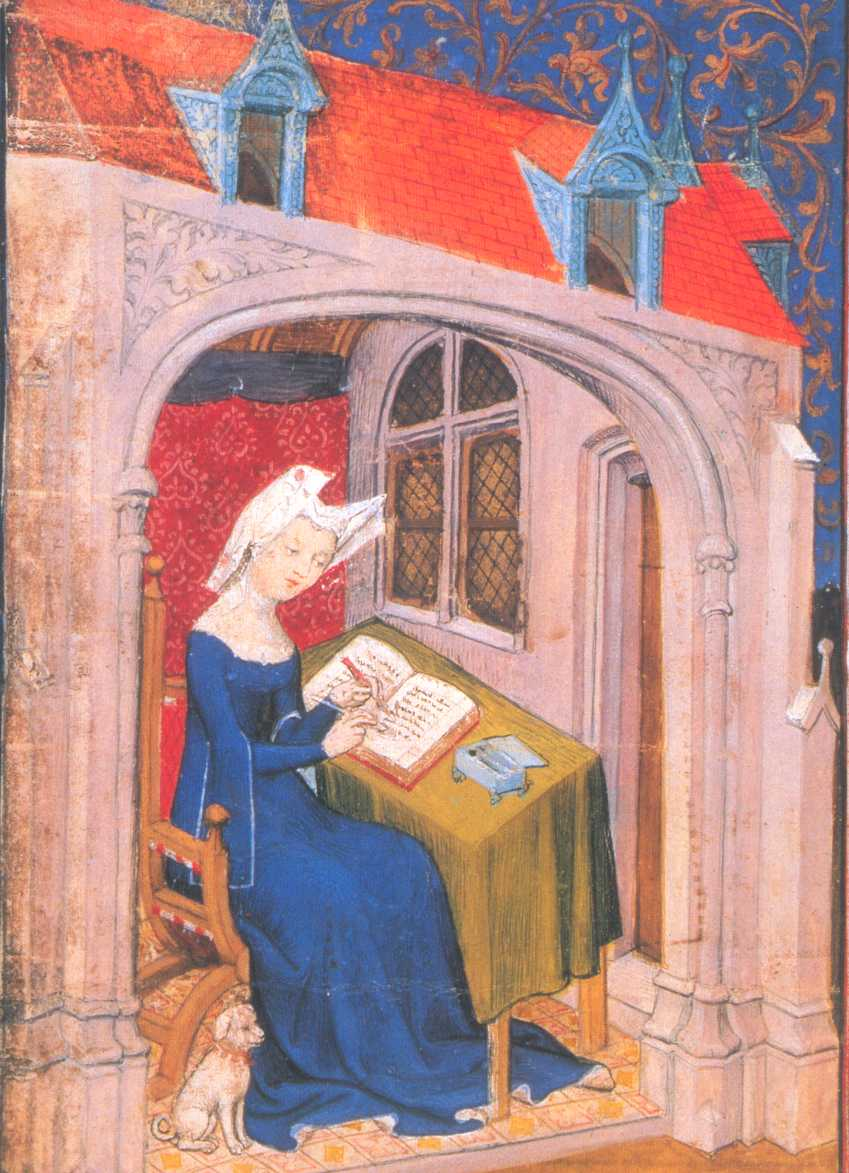
Christine de Pisan.

Le 15 août 1359, le village et le château sont dévastés lors des ravages de la Brie et du Gâtinais par les troupes navarraises et les mercenaires anglais de Charles le Mauvais, roi de Navarre, pendant son conflit contre Charles V. Le château est alors partiellement détruit, notamment ses défenses.
Vers 1380, Thomas de Pisan, médecin et astrologue du roi Charles V, acquiert et habite le château de Mémorant devenu un manoir. Sa fille, Christine de Pisan, historienne de Charles V, y demeure ensuite une dizaine d'années.
Le 14 novembre 1392, Philippe de Mézières, conseiller de Charles V, achète à Christine de Pisan le domaine du château de Mémorant. Outre le manoir, il achète aussi un petit hôtel, appelé le Petit-Mémorant, ainsi que 120 arpents de terre à Perthes. Philippe, qui s'était retiré au monastère des Célestins de Paris en 1380, fait don de ses domaines aux Célestins le 9 mai 1393. Ceux-ci transforment le vieux manoir de Mémorant en une métairie qui perd alors son statut de résidence seigneuriale.

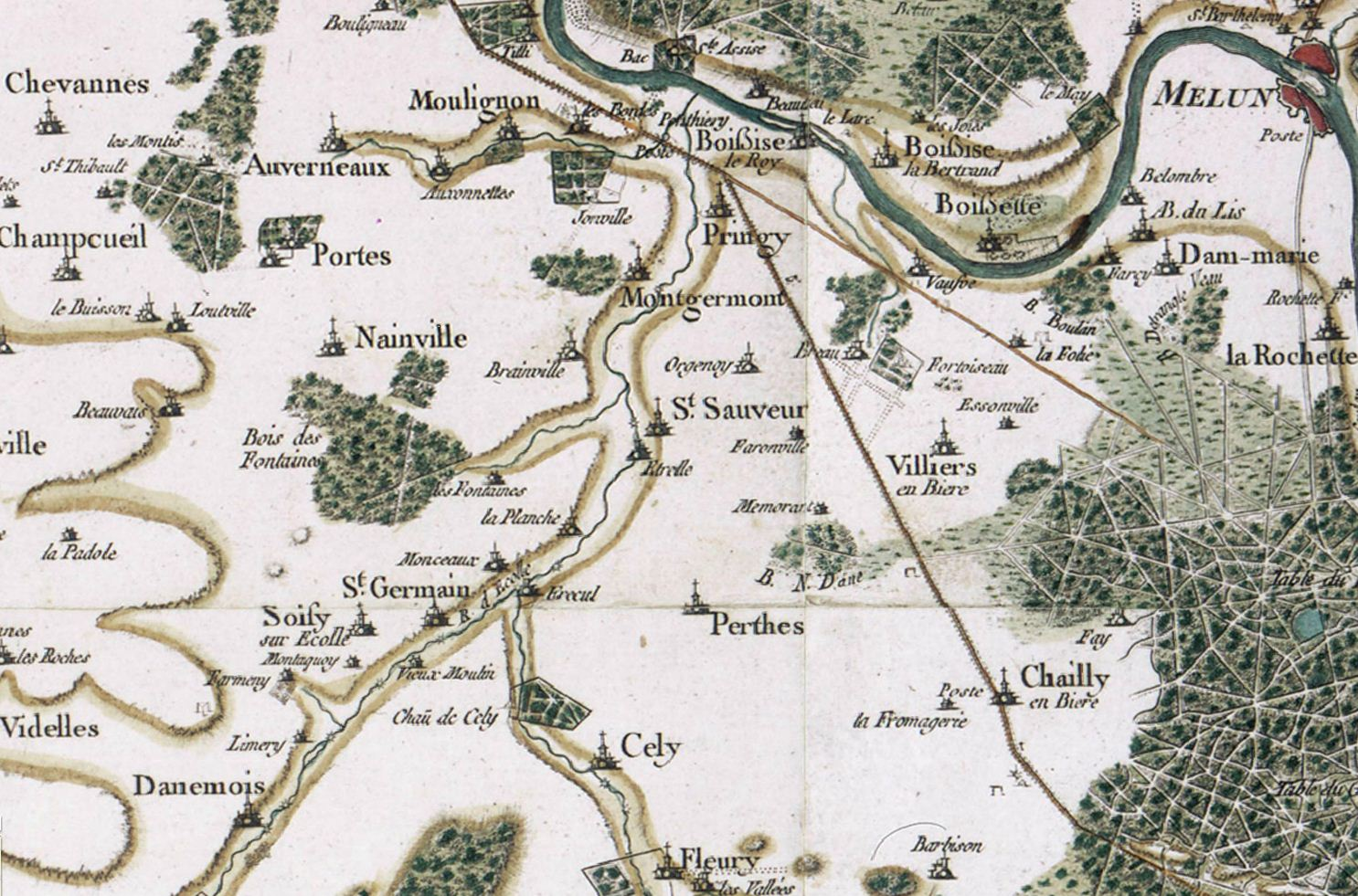
Carte de la région de Perthes au XVIIIe siècle par Cassini.

La guerre de Cent Ans ayant ravagé le pays, les limites des seigneuries ont peu à peu été estompées. En 1478, un bornage des terres du village de Perthes est effectué entre les seigneurs du chapitre de Notre-Dame de Melun et Claude Vidal, alors seigneur de Fleury. En 1479, les Célestins vendent le château du Petit-Mémorant à un  laboureur, Jean Brisset, lequel le revend à son tour, en 1492, à Guy de Vitry, novice aux Célestins de Paris. L'année suivante, Guy de Vitry, redonne le Petit-Mémorant aux Célestins.
En 1578, les Célestins établissent un terrier de leurs domaines à Perthes. Le 7 avril 1588, ils vendent une partie de leur seigneurie à Henry Clausse de Fleury, fils ainé de Côme Clausse, ne conservant que le Petit et le Grand Mémorant. Les chanoines du chapitre de Melun, autres seigneurs de Perthes, dressent eux aussi un terrier de leur seigneurie, entre 1600 et 1601, dont ils vendent la plus grande partie à Henry Clausse le 26 juin 1612. Les seigneurs de Fleury deviennent alors seigneurs de Perthes de 1588 à 1789.
Le 20 juin 1762, un incendie consécutif à un feu de grange détruit les trois quarts du village de Perthes. Le seigneur de Fleury donne gratuitement aux Perthois la charpente nécessaire à la reconstruction des maisons détruites.

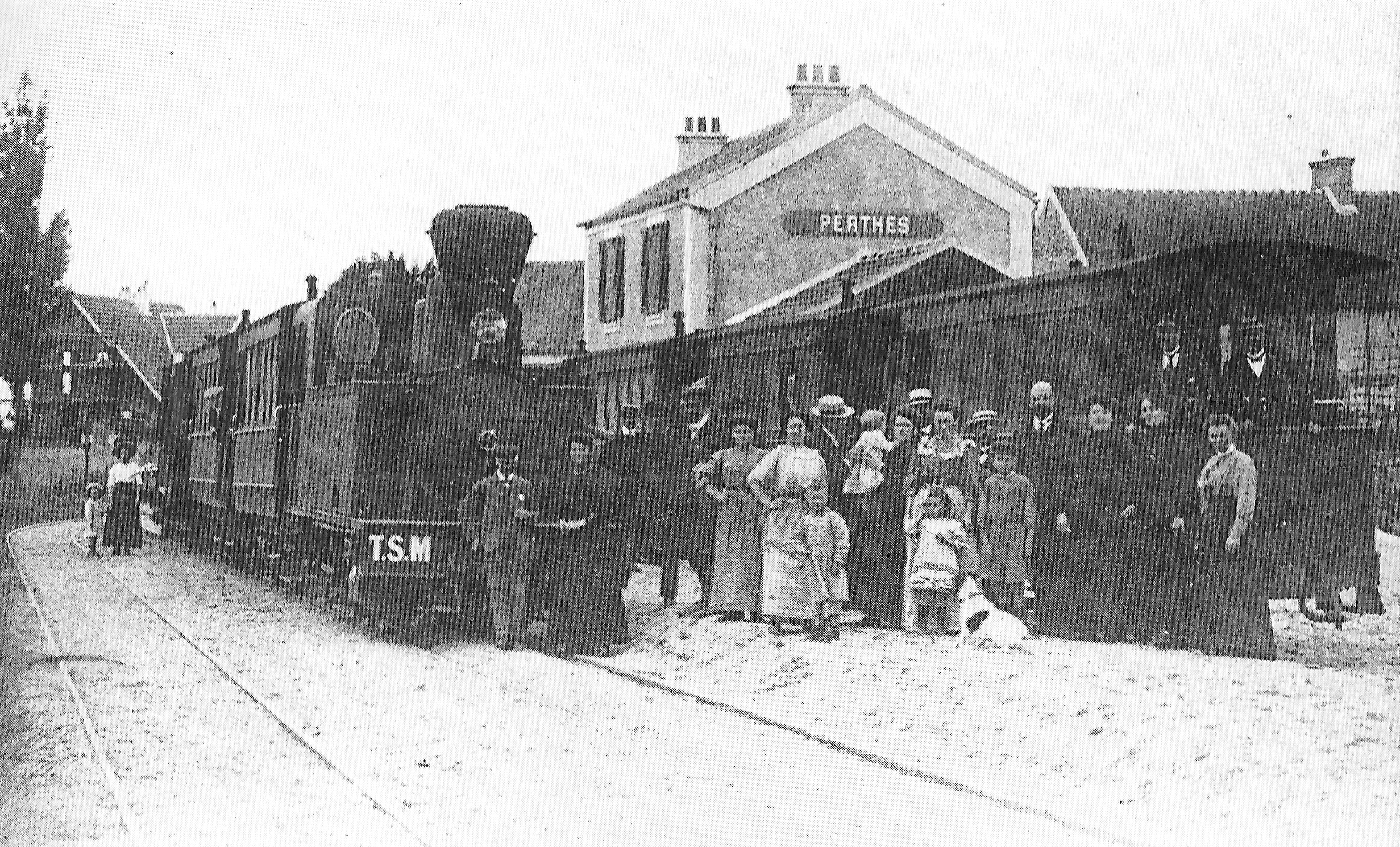
La gare de Perthes de la ligne du Tramway Sud de Seine-et-Marne, vers 1917.

À la veille de la Révolution, Perthes dépend du bailliage de Melun. En 1790, à la création des districts, Perthes devient chef-lieu de canton.
Au cours du XIXe siècle, une école communale est construite au centre du village. Le bâtiment est l’actuelle mairie. C'est aussi au XIXe siècle que le château de Mémorant est reconstruit sur les vestiges de l'ancien manoir.
De 1899 à 1938, la commune de Perthes est desservie par le Tramway Sud de Seine-et-Marne (TSM). Cette ligne de chemin de fer secondaire à voie métrique, surnommée le  « Tacot » de Barbizon, reliait Melun à Barbizon via Chailly-en-Bière et Milly-la-Forêt à Chailly-en-Bière. Outre le transport de voyageurs, qui permettait en 1935 aux Perthois de se rendre à Melun en quarante-cinq minutes environ, le  « Tacot » assurait aussi le transport des marchandises et les produits agricoles, dont les mahonias cultivés par les agriculteurs de Perthes. La ligne a officiellement cessé de fonctionner le 31 juillet 1938.

## Politique et administration

### Découpage territorial
La commune de Perthes est membre de la communauté d'agglomération du Pays de Fontainebleau, un établissement public de coopération intercommunale (EPCI) à fiscalité propre créé le 1er janvier 2017 dont le siège est à Fontainebleau. Ce dernier est par ailleurs membre d'autres groupements intercommunaux.
Sur le plan administratif, elle est rattachée à l'arrondissement de Fontainebleau, à la circonscription administrative de l'État de Seine-et-Marne et à la région Île-de-France.
Sur le plan électoral, elle dépend du  canton de Fontainebleau pour l'élection des conseillers départementaux, depuis le redécoupage cantonal de 2014 entré en vigueur en 2015, et de la première circonscription de Seine-et-Marne  pour les élections législatives, depuis le dernier découpage électoral de 2010.

### Élections municipales et communautaires

#### Élections de 2020
Le conseil municipal de Perthes, commune de plus de 1 000 habitants, est élu au scrutin majoritaire plurinominal à deux tours,. Compte tenu de la population communale, le nombre de sièges à pourvoir lors des élections municipales de 2020 est de 19.
La totalité des 19 candidats en lice est élue dès le premier tour, le 15 mars 2020, avec un taux de participation de 31,96 %. Fabrice Larché est élu maire de la commune par le conseil municipal de Perthes le 27 mai 2020.
Dans les communes de 1 000 habitants et plus, les conseillers communautaires sont élus au scrutin direct dans le cadre des élections municipales, le bulletin de vote de chaque liste comprenant, dans sa partie gauche, la liste des candidats au conseil municipal, et, dans sa partie droite, la liste des candidats au conseil communautaire.
Deux sièges étant attribués à la commune au sein de la communauté d'agglomération du Pays de Fontainebleau, c'est le maire, Fabrice Larché, et son adjointe, Cécile Porte, qui représentent la commune au conseil communautaire.

#### Chronologie des maires
| Période                                  | Période                        | Identité           | Étiquette | Qualité |
| ---------------------------------------- | ------------------------------ | ------------------ | --------- | --- |
| Les données manquantes sont à compléter. |                                |                    |           | |
| mai 1945                                 | mai 1953                       | Gaston Vrillonneau |           | |
| mai 1953                                 | mars 1959                      | Arthur Poignard    |           | |
| mars 1959                                | mars 1977                      | Roger Mullot       |           | Maire honoraire                                                                                                   |
| mars 1977                                | mars 1989                      | Raymonde Fache     |           | |
| mars 1989                                | mars 2001                      | Martine Namy       |           | |
| mars 2001                                | mars 2014                      | Robert Mattioda    | DVD-UMP   | Retraité |
| mars 2014                                | mai 2020                       | Alain Chambron     | UMP → LR  | Chef d'entreprise                                                                                                 |
| mai 2020                                 | En cours (au 8 septembre 2020) | Fabrice Larché     |           | Secrétaire général du CNESER, inspecteur d'académie 6e vice-président de la CA du Pays de Fontainebleau (2020 → ) |

### Autres élections
L’analyse des derniers résultats électoraux de Perthes montrent une tendance au vote à droite des électeurs de la commune avec des victoires systématiques des candidats de l'UMP ou divers droite aux élections majeures.

#### Élections présidentielles, résultats des deuxièmes tours
- Élection présidentielle de 2007 : 64,93 % pour Nicolas Sarkozy (UMP), 35,07 % pour Ségolène Royal (PS), 88,68 % de participation[60].
- Élection présidentielle de 2012 : 63,44 % pour Nicolas Sarkozy (UMP), 36,56 % pour François Hollande (PS), 85,52 % de participation[61].
- Élection présidentielle de 2017 : 61,12 % pour Emmanuel Macron (En Marche!), Marine Le Pen : 38,88 % (FN), 81,34 % de participation[62].
- Élection présidentielle de 2022 : 57,87 % pour Emmanuel Macron (La République en Marche), Marine Le Pen : 42,13 % (RN), 76,72 % de participation[62].

#### Élections législatives, résultats des deuxièmes tours
- Élections législatives de 2007 : 69,18 % pour Jean-Claude Mignon (UMP), 30,82 % pour Marie-Line Pichery (PS), 57,27 % de participation[63].
- Élections législatives de 2012 : 62,44 % pour Jean-Claude Mignon (UMP), 37,56 % pour Lionel Walker (PS), 58,82 % de participation[64].
- Élections législatives de 2017 : 50 % pour Aude Luquet (MoDem), 50 % pour Denis Jumellier (LR), 44,22 % de participation[65].
- Élections législatives de 2022 : 68,43 % pour Aude Luquet (MoDem), 31,57 % pour Arnaud Saint-Martin (LFI-NUPES), 46,25 % de participation[65].

#### Élections régionales, résultats des deux meilleurs scores
Sont présentés ici deux premiers candidats à l'échelle de la commune lorsque ceux-ci sont différents au niveau de la région.
- Élections régionales de 2004 : 47,53 % pour Jean-François Copé (Liste LDR), 40,11 % pour Jean-Paul Huchon (Liste LGA), 65,18 % de participation[66].
- Élections régionales de 2010 : 57,36 % pour Valérie Pécresse (Liste LMAJ), 42,64 % pour Jean-Paul Huchon (Liste LUG), 48,97 % de participation[67].
- Élections régionales de 2015 : 43,80 % pour Valérie Pécresse (Liste LUD), 42,18 % pour Wallerand de Saint-Just (Liste LFN), 61,63 % de participation[68].
- Élections régionales de 2021 : 47,44 % pour Valérie Pécresse (Liste LUD), 23,23 % pour Jordan Bardella (Liste LRN), 34,76 % de participation[69].

#### Élections cantonales puis départementales, résultats des deuxièmes tours
- Élections cantonales de 2001 : données manquantes.
- Élections cantonales de 2008 : 55,44 % pour Jean-Claude Mignon (UMP), 44,56 % pour Lionel Walker (DVG), 55,29 % de participation[70].
- Élections cantonales de 2011 : données manquantes.
- Élections départementales de 2015 : 63,42 % Pierre Bacqué/Béatrice Rucheton (UMP);  36,58 % Anthony Bredin/Clémentine Schaeffer (FN), 51,27% de participation[71].
- Élections départementales de 2021 : 67,89 %  Pascal Gouhoury/Béatrice Rucheton (LR);  32,11 % Armel Garnier/Ivanka Dimitrova  (RN), 34,43% de participation[72].

#### Élections municipales
- Élections municipales de 2001 : données manquantes.
- Élections municipales de 2008 : 784 voix pour Françoise Kramp, 779 voix pour Marc Charpy, 774 voix pour Marc Le Roux, 774 voix pour Didier Perrot, 766 voix pour Alain Bordin, 766 voix pour Josette Girard, 765 voix pour Jacky Laroche, 764 voix pour Emmanuelle Jaigu, 761 voix pour Roland de Phily, 760 voix pour Pascal Catte, 751 voix pour Valérie Corons-Ducluzeau, 750 voix pour Éric Mintrer, 744 voix pour Bruno Malecamp, 739 voix pour Sylvie Catte, 720 voix pour Caroline Marquot, 717 voix pour Désiré Bottarel, 716 voix pour Gérard Poirier, 709 voix pour Pierre Pelletier, 670 voix pour Robert Mattioda ; 62,63 % de participation[73].
- Élections municipales de 2014 : 539 voix (51,97 %) pour la liste « L'avenir Perthois » conduite par Alain Chambron, 498 voix (48,02 %) pour la liste « Perthes 2014-2020, un engagement ! » conduite par Gérard Poirier ; 69,21 % de participation[74].
- Élections municipales de 2020 : 421 voix (100% des exprimés) pour la liste "L'avenir Perthois 2020-2026" conduite par Fabrice Larché, 5,94 % de votes blancs; 7,79 % de votes nuls  31,96 % de participation[75],[76].

### Comptes de la commune
L’Insee attribue à la commune le code 77 2 32 359. La commune de Perthes est enregistrée au répertoire des entreprises sous le code SIREN 217 703 594. Son activité est enregistrée sous le code APE 8411Z.
En 2011, la commune disposait d’un budget de 1 627 000 € dont 1 431 000 € de fonctionnement et 196 000 € d’investissement financés à 44,61 % par les impôts locaux avec des taux d’imposition fixés à 9,03 % pour la taxe d'habitation et 16,22 % et 36,16 % pour la taxe foncière sur le bâti et le non-bâti. Cette même année, la dette cumulée de la commune s’élevait à 546 000 €.

### Services publics

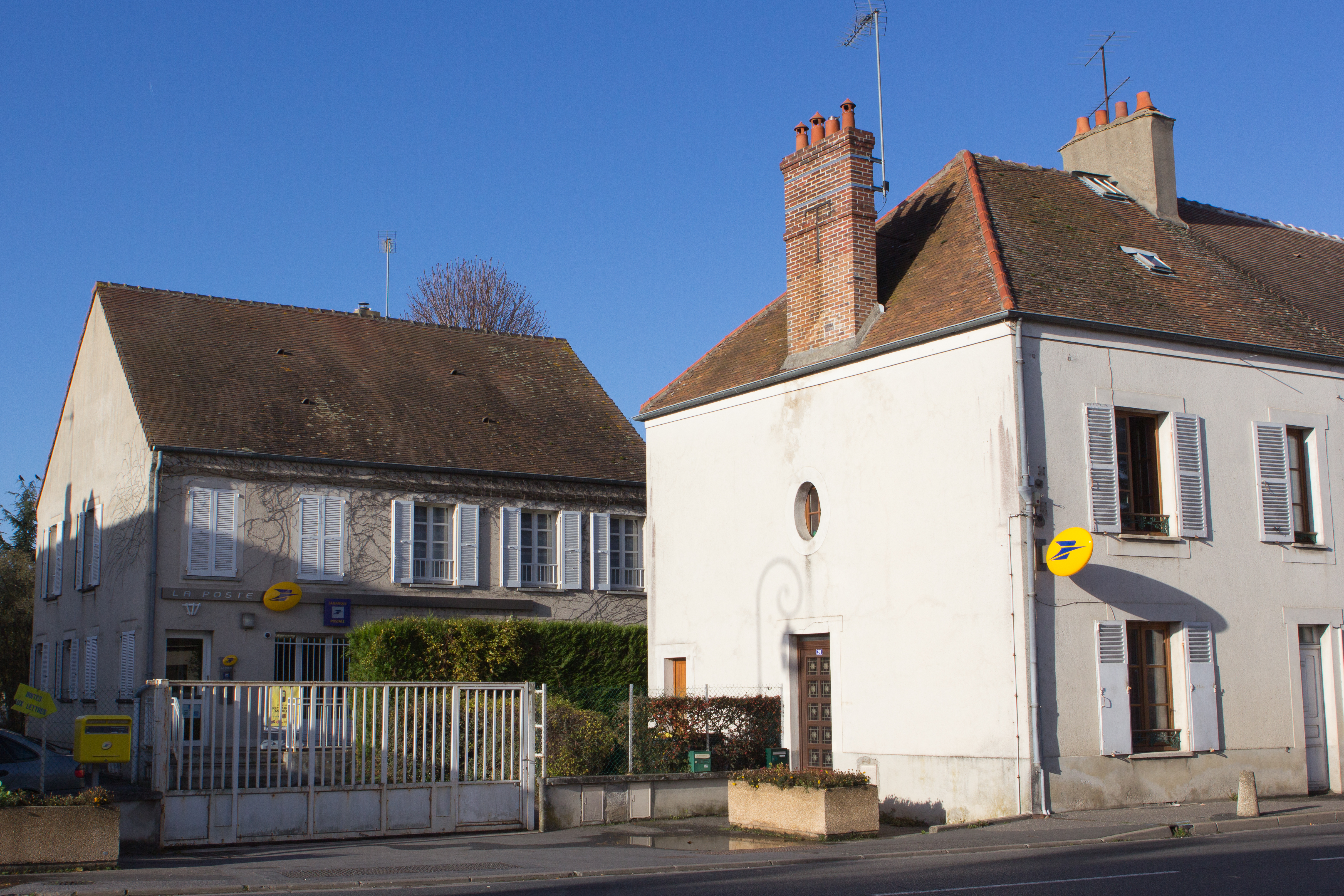
La Poste de Perthes.

La commune dispose d’un bureau de poste.
La sécurité de la commune est assurée par la brigade de gendarmerie nationale de Cély. Perthes dispose d’un centre de première intervention composé de huit pompiers volontaires.
Perthes relève du tribunal d'instance de Melun, du tribunal de grande instance de Melun, de la cour d'appel de Paris, du tribunal pour enfants de Melun, du conseil de prud'hommes de Melun, du tribunal de commerce de Melun, du tribunal administratif de Melun et de la cour administrative d'appel de Paris.

## Population et société

### Démographie
Les habitants de la commune sont appelés les Perthois.

#### Évolution démographique
L'évolution du nombre d'habitants est connue à travers les recensements de la population effectués dans la commune depuis 1793. Pour les communes de moins de 10 000 habitants, une enquête de recensement portant sur toute la population est réalisée tous les cinq ans, les populations de référence des années intermédiaires étant quant à elles estimées par interpolation ou extrapolation. Pour la commune, le premier recensement exhaustif entrant dans le cadre du nouveau dispositif a été réalisé en 2006.

En 2022, la commune comptait 2 074 habitants, en évolution de +3,49 % par rapport à 2016 (Seine-et-Marne : +3,92 %, France hors Mayotte : +2,11 %).
| 1793 | 1800 | 1806 | 1821 | 1831 | 1836 | 1841 | 1846 | 1851 |
| ---- | ---- | ---- | ---- | ---- | ---- | ---- | ---- | ---- |
| 666  | 767  | 846  | 860  | 802  | 836  | 875  | 857  | 860  |

| 1856 | 1861 | 1866 | 1872 | 1876 | 1881 | 1886 | 1891 | 1896 |
| ---- | ---- | ---- | ---- | ---- | ---- | ---- | ---- | ---- |
| 779  | 820  | 847  | 751  | 718  | 700  | 710  | 719  | 756  |

| 1901 | 1906 | 1911 | 1921 | 1926 | 1931 | 1936 | 1946 | 1954 |
| ---- | ---- | ---- | ---- | ---- | ---- | ---- | ---- | ---- |
| 721  | 703  | 680  | 669  | 636  | 730  | 743  | 840  | 944  |

| 1962 | 1968 | 1975  | 1982  | 1990  | 1999  | 2006  | 2011  | 2016  |
| ---- | ---- | ----- | ----- | ----- | ----- | ----- | ----- | ----- |
| 929  | 937  | 1 297 | 1 537 | 1 707 | 1 896 | 2 063 | 2 127 | 2 004 |

| 2021  | 2022  | - | - | - | - | - | - | - |
| ----- | ----- | - | - | - | - | - | - | - |
| 2 040 | 2 074 | - | - | - | - | - | - | - |

#### Pyramide des âges
En 2018, le taux de personnes d'un âge inférieur à 30 ans s'élève à 30,4 %, soit en dessous de la moyenne départementale (39,6 %). À l'inverse, le taux de personnes d'âge supérieur à 60 ans est de 27,4 % la même année, alors qu'il est de 19,9 % au niveau départemental.
En 2018, la commune comptait 986 hommes pour 1 000 femmes, soit un taux de 50,35 % de femmes, légèrement inférieur au taux départemental (51,31 %).
Les pyramides des âges de la commune et du département s'établissent comme suit.
| Hommes | Classe d’âge | Femmes |
| ------ | ------------ | ------ |
| 0,3    | 90 ou +      | 0,9    |
| 7,3    | 75-89 ans    | 7,7    |
| 18,8   | 60-74 ans    | 19,6   |
| 23,9   | 45-59 ans    | 25,2   |
| 17,6   | 30-44 ans    | 17,9   |
| 15,1   | 15-29 ans    | 12,5   |
| 17,1   | 0-14 ans     | 16,1   |

| Hommes | Classe d’âge | Femmes |
| ------ | ------------ | ------ |
| 0,4    | 90 ou +      | 1,2    |
| 4,9    | 75-89 ans    | 6,5    |
| 13,6   | 60-74 ans    | 14,3   |
| 20,2   | 45-59 ans    | 19,8   |
| 20,1   | 30-44 ans    | 20,6   |
| 19,2   | 15-29 ans    | 17,9   |
| 21,7   | 0-14 ans     | 19,7   |

### Enseignement
Perthes est située dans l'académie de Créteil. La ville administre une école maternelle et une école élémentaire, l'école des Tilleuls. Le département gère le collège Christine-de-Pisan situé à Perthes. Les lycéens ont accès au lycée polyvalent Frédéric-Joliot-Curie de Dammarie-les-Lys, au lycée professionnel Benjamin-Franklin de La Rochette et au lycée des métiers de l'hôtellerie et de la restauration Antonin-Carême de Savigny-le-Temple.
Une nouvelle école remplace l'ancienne depuis 2019,.

Sélection de vues des différents établissement scolaires de la commune.
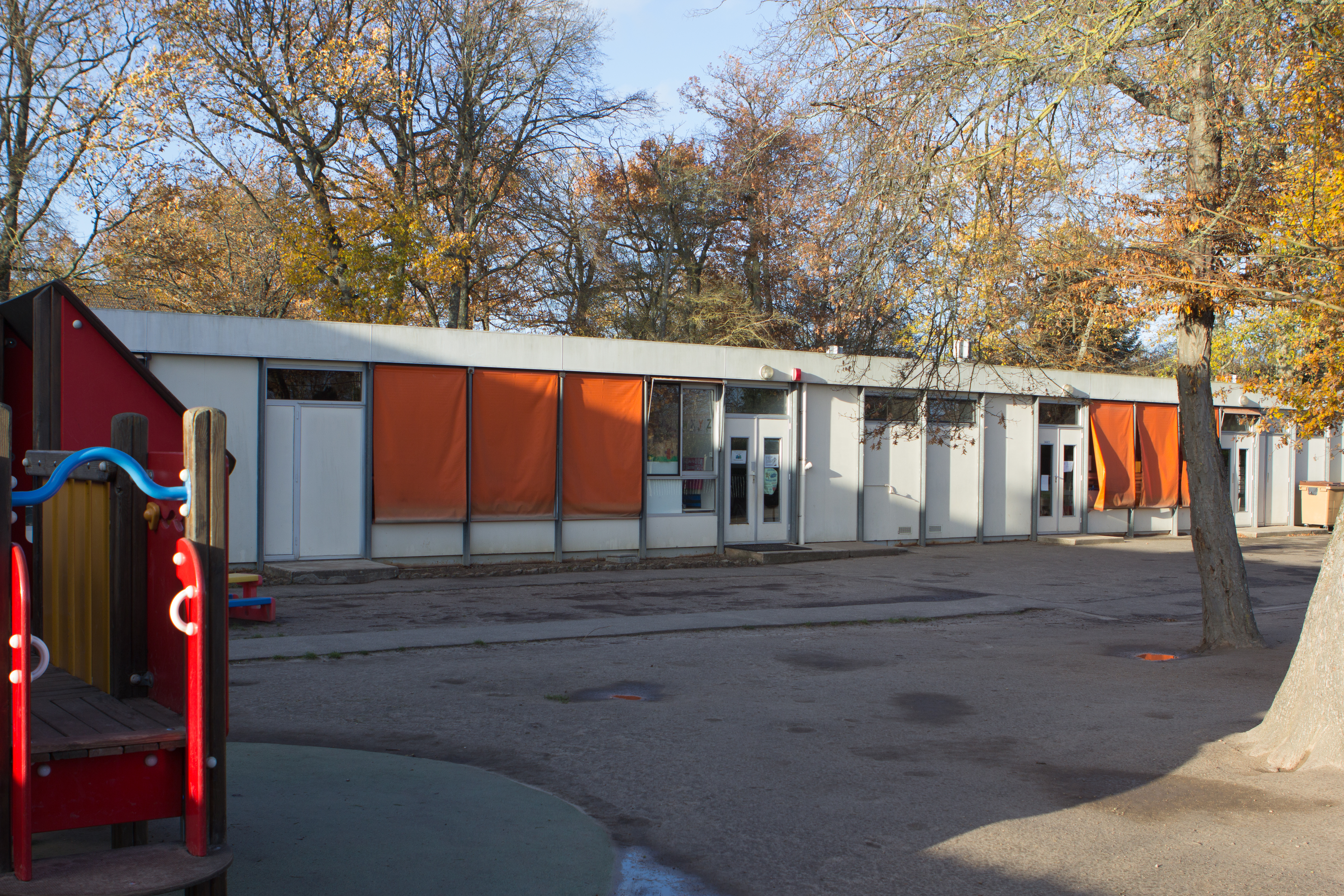
L'école maternelle.
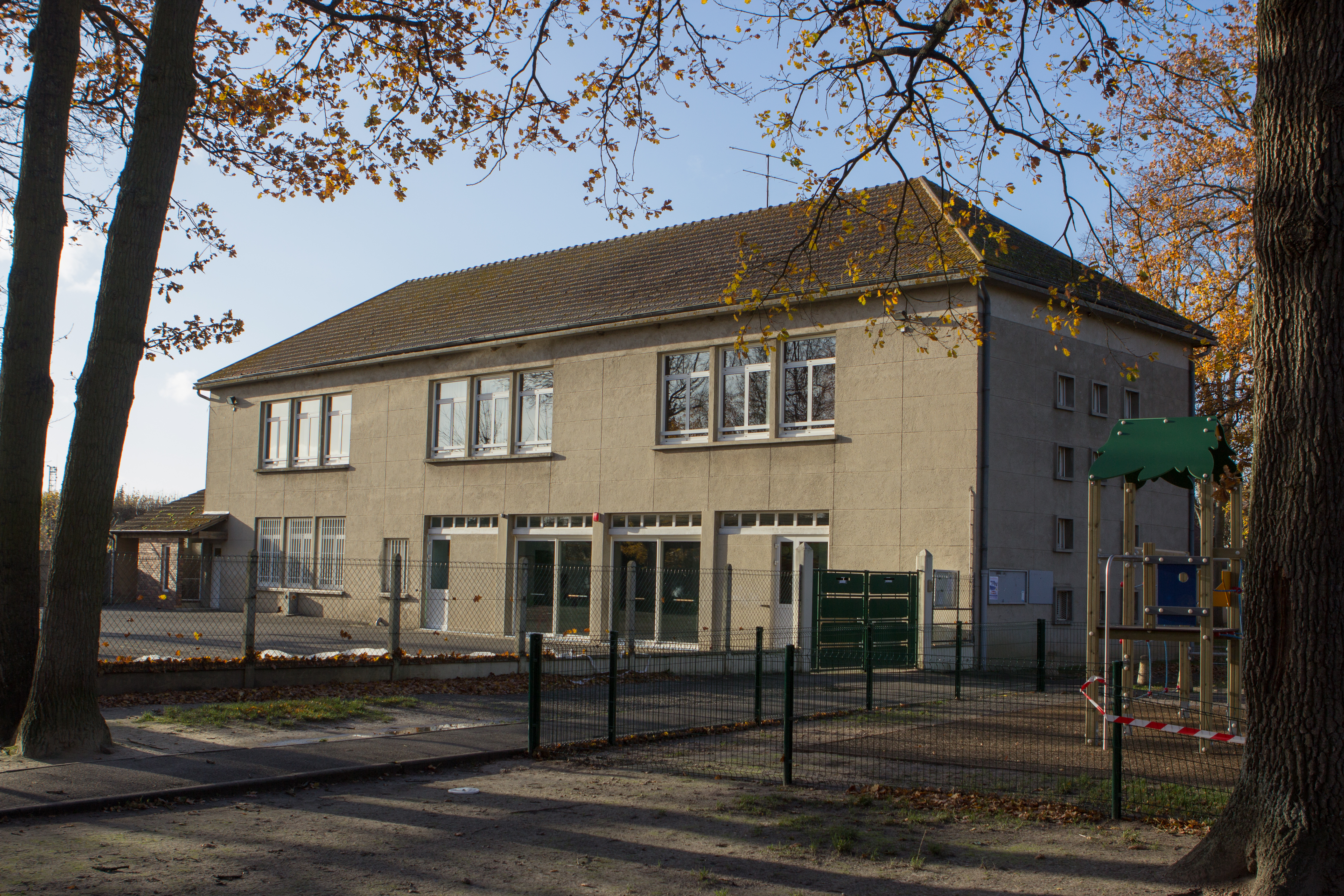
L'école primaire.
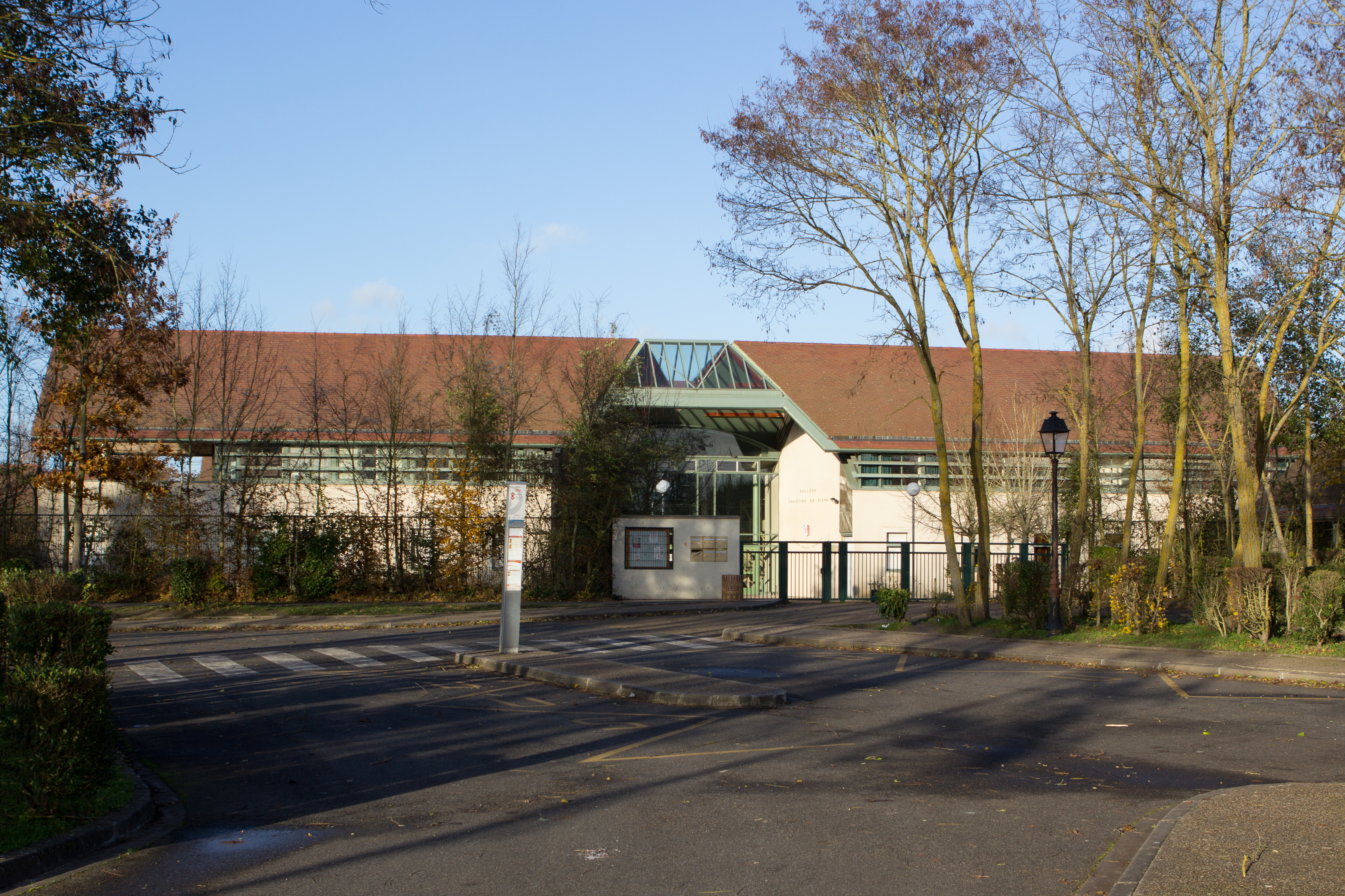
Le collège Christine-de-Pisan.

### Manifestations culturelles et festivités

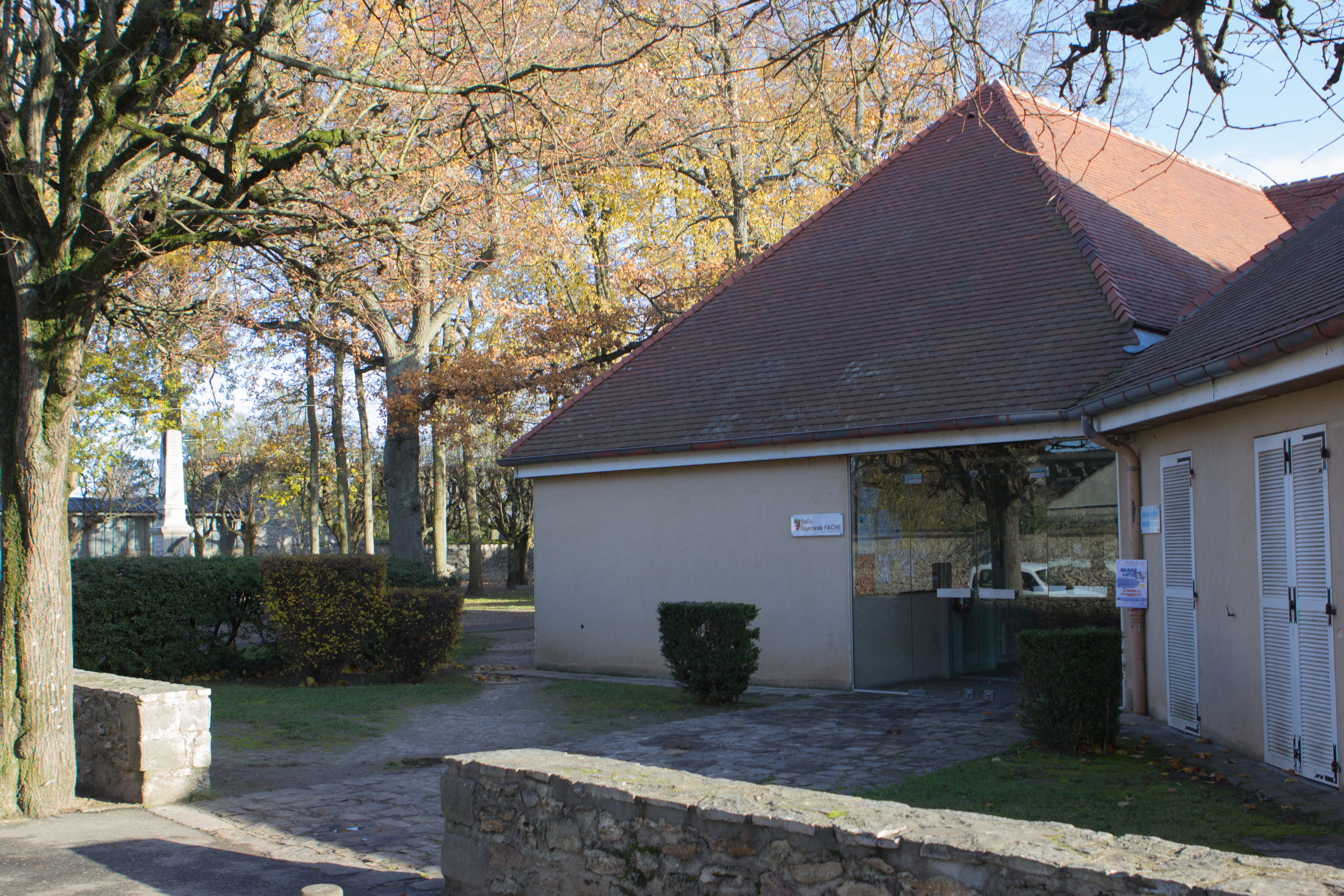
La salle polyvalente Raymonde-Fache.

La ville dispose d'une salle polyvalente, la salle Raymonde-Fache, et d’une médiathèque permettant la consultation ou l'emprunt de livres, de documents, de CD audio, ou de DVD vidéo.
Plusieurs manifestations locales sont organisées à Perthes dont la « fête du Village » le dernier week-end du mois de juin. En 2012, une vingtaine d'associations participaient à l’animation culturelle de la commune.
Chaque année, au mois de septembre, Perthes accueille le  « Concert du Pays de Bière » sur la pelouse du stade de la ville. Cette manifestation musicale est organisée depuis 2001 par une association de commerçants, d’artisans et professions libérales ou agricoles du Pays de Bière. Le concert avait lieu initialement dans une commune différente chaque année, elle a lieu désormais à Perthes depuis 2006.

### Santé
Aucun établissement de santé n’est implanté dans la commune. Les centres hospitaliers les plus proches sont ceux de Champcueil, de Melun et de Fontainebleau.
Trois médecins, un chirurgien-dentiste et une pharmacie sont installés dans la commune.

### Sports
Perthes dispose d'un complexe sportif comprenant un stade, un gymnase et un espace polyvalent permettant notamment la pratique d'arts martiaux ainsi qu'un terrain de boules.

Sélection de vues des différentes structures sportives de la commune.
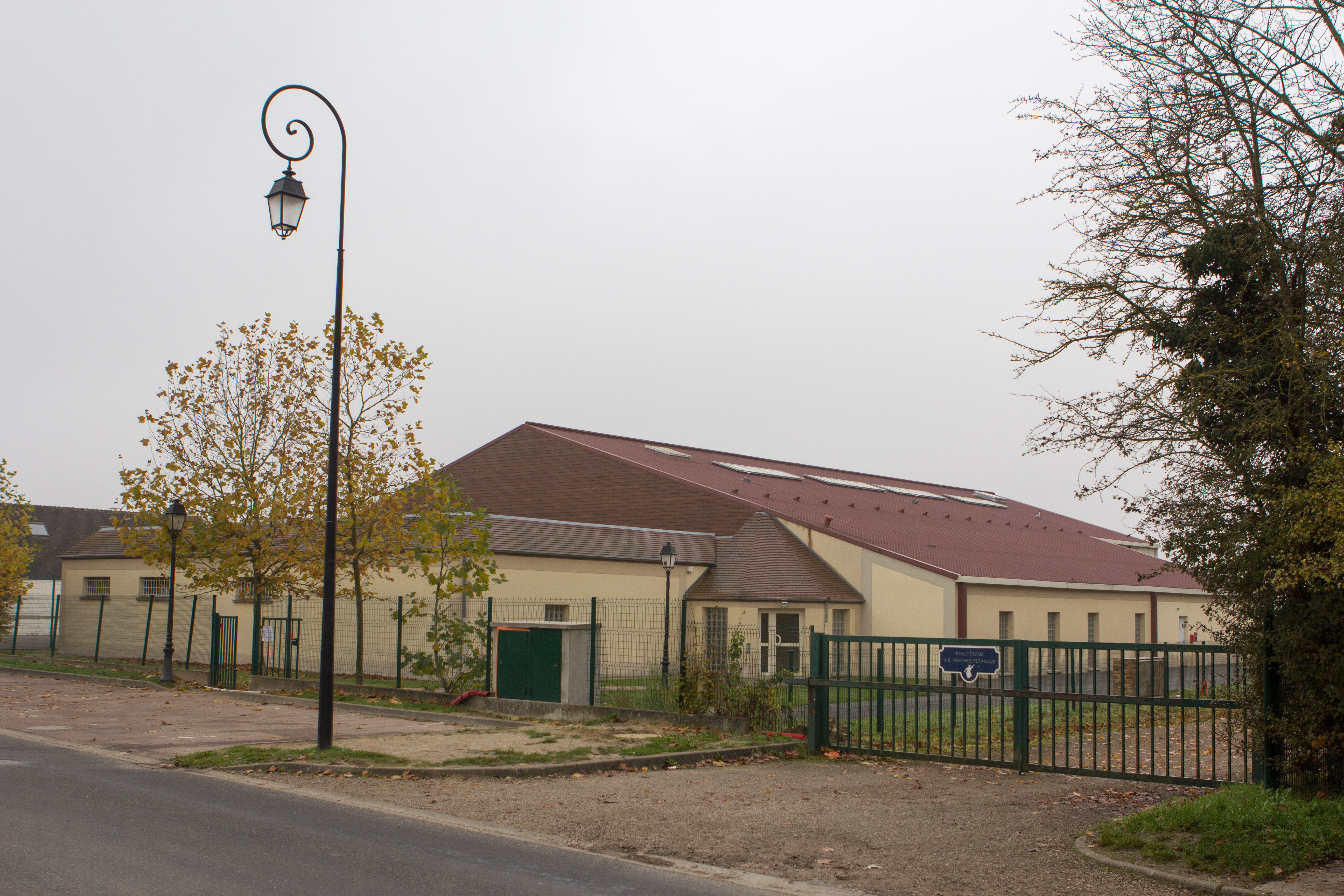
Le gymnase.
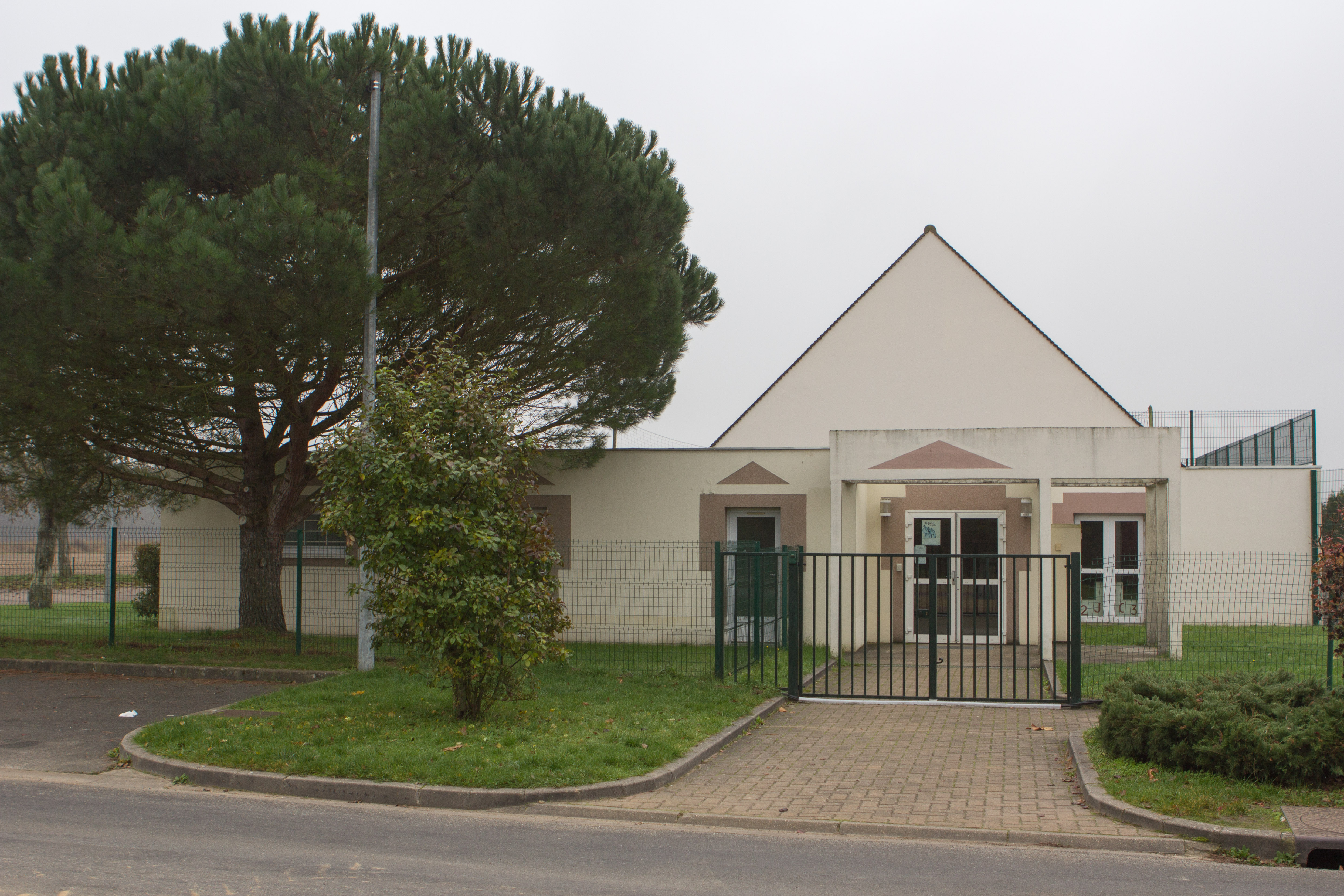
L'espace polyvalent.

### Médias
Le quotidien régional Le Parisien, dans son édition locale Seine-et-Marne, ainsi que l’hebdomadaire La République de Seine-et-Marne, relatent les informations locales. La commune est en outre dans le bassin d’émission des chaînes de télévision France 3 Paris Île-de-France et d'IDF1. L’information institutionnelle est assurée par plusieurs publications périodiques : A Perthes de Vue, journal municipal d’information diffusé par la ville ; Pays de Bière, magazine d’information de la Communauté de communes du pays de Bière ; l’Abeille du Parc, magazine d’information du parc naturel régional du Gâtinais français ; Seine-et-Marne Magazine, mensuel diffusé par le conseil général de Seine-et-Marne et le Journal du Conseil régional, bimensuel diffusé par le conseil régional d'Île-de-France.

### Cultes
La commune de Perthes fait partie de la paroisse catholique « Pôle missionnaire de Fontainebleau » au sein du diocèse de Meaux. Elle dispose de l'église Saints-Gervais-et-Protais.

## Économie

### Emplois, revenus et niveau de vie
En 2009, la population active de Perthes est de 1 037 personnes pour une population totale de 2 101 habitants, soit 74,7 % de la population. La population active occupée (ayant un emploi) est de 955 personnes et la population active inoccupée (au chômage) est de 82 personnes. Le taux de chômage étant de 7,9 % de la population active.
Parmi la population active de Perthes, la catégorie des cadres et professions intellectuelles supérieures est la catégorie socioprofessionnelle la plus représentée avec 26,8 % de la population. Puis, viennent les employés (25,5 %), les professions intermédiaires (18,4 %) et les ouvriers (17,3 %). Le pourcentage de cadres et professions intellectuelles supérieures est nettement au-dessus des moyennes de cette catégorie dans le département (15,0 %) et en France métropolitaine (16,3 %). À contrario, le pourcentage des employés est en dessous des moyennes du département (30,0 %) et de la France métropolitaine (28,4 %). Les pourcentages des deux autres catégories socioprofessionnelles, les professions intermédiaires et les ouvriers, sont eux aussi en dessous des moyennes départementales et nationales.
Les taux d’emplois des deux principales catégories socioprofessionnelles se retrouvent dans la répartition des emplois par secteurs d’activité puisque les emplois dans le secteur du commerce, des transports et services divers (55,3 %) et ceux du secteur de l'administration publique, de l'enseignement, de la santé et de l'action sociale (25,4 %) représentent à eux deux 88,4 % des emplois. Ces deux taux, ainsi que leur cumul, sont très nettement au-dessus des moyennes départementales et nationales.
| Répartition des emplois par catégories socioprofessionnelles en 2009. |                          |                                           |                                                   |                            |          |          |
|                                                                       | Agriculteurs exploitants | Artisans, commerçants, chefs d’entreprise | Cadres et professions intellectuelles supérieures | Professions intermédiaires | Employés | Ouvriers |
| Perthes                                                               | 1,1 %                    | 10,9 %                                    | 26,8 %                                            | 18,4 %                     | 25,5 %   | 17,3 %   |
| Département de Seine-et-Marne                                         | 0,6 %                    | 5,4 %                                     | 15,0 %                                            | 26,5 %                     | 30,0 %   | 22,4 %   |
| Moyenne nationale                                                     | 1,9 %                    | 6,1 %                                     | 16,3 %                                            | 25,1 %                     | 28,4 %   | 22,2 %   |

| Répartition des emplois par secteurs d’activités en 2009. |             |           |              |                                       |                                                              |
|                                                           | Agriculture | Industrie | Construction | Commerce, transports, services divers | Administration publique, enseignement, santé, action sociale |
| Perthes                                                   | 1,1 %       | 4,7 %     | 5,8 %        | 55,3 %                                | 33,1 %                                                       |
| Département de Seine-et-Marne                             | 1,1 %       | 12,4 %    | 7,1 %        | 48,8 %                                | 30,6 %                                                       |
| Moyenne nationale                                         | 2,9 %       | 13,9 %    | 6,9 %        | 45,6 %                                | 30,7 %                                                       |

Sources : Insee, Chiffres clés Emploi - Population active,,.
En 2009, le revenu net imposable moyen dans la commune s’élevait à 89 244 € et 71,7 % de la population était assujettie à l’impôt sur le revenu et l'impôt moyen était de 11 066 €.
En 2010, le revenu fiscal médian par ménage était de 44 583 €, ce qui plaçait Perthes au 934e rang parmi les 31 525 communes de plus de 39 ménages en métropole.
En 2009, 81,4 % des ménages perthois étaient propriétaires de leur logement, 15,6 % étaient locataires. 89,5 % des logements étant des maisons particulières et 9,9 % des appartements.

### Commerces et industries
La ville de Perthes comporte une cinquantaine d'entreprises, d’artisans et de sociétés de transport ou d'aides aux personnes ou aux entreprises. Aucune zone commerciale ou zone industrielle n'est implantée sur son territoire, Perthes se situant à moins de 3 km du centre commercial de Villiers-en Bière qui dispose d'un des plus grands hypermarchés Carrefour d'Europe et le plus vaste de France. Depuis 2011, deux des six commerces de la commune ont fermé.

## Culture locale et patrimoine

### Patrimoine architectural
L'église Saint-Gervais-et-Saint-Protais (XIIe et XXe siècles) de Perthes est inscrite à l'inventaire des monuments historiques depuis 1926. Elle possède une voûtée d'ogives avec un clocher carré à deux étages de baies géminées XVIIIe siècle ; son mobilier date du XVIIe siècle/XVIIIe siècle. Elle abritait une Vierge de bois doré datant du XIXe siècle.
Sont par ailleurs inventoriés dans l'inventaire du patrimoine culturel de la France : le parc de chasse du château de Mémorant et le jardin d'agrément dit parc du château de la Planche.
On note également les moulins à eau (le Petit-moulin et le Grand-moulin) et les lavoirs (au Monceau, à la Planche, à la Pisserotte).

Sélection de vues des différents édifices di patrimoine de la commune.
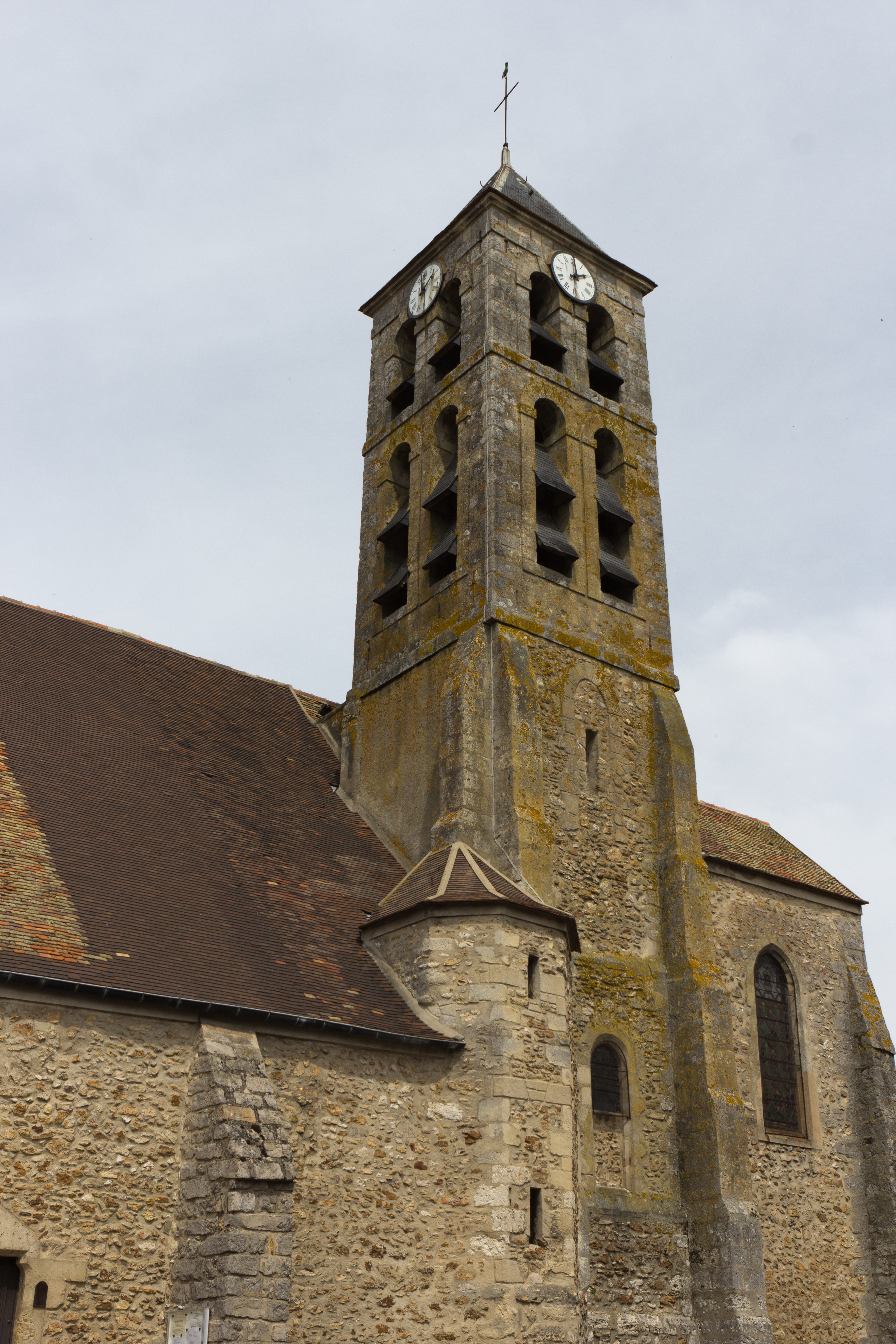
L'église Saints-Gervais-et-Protais.
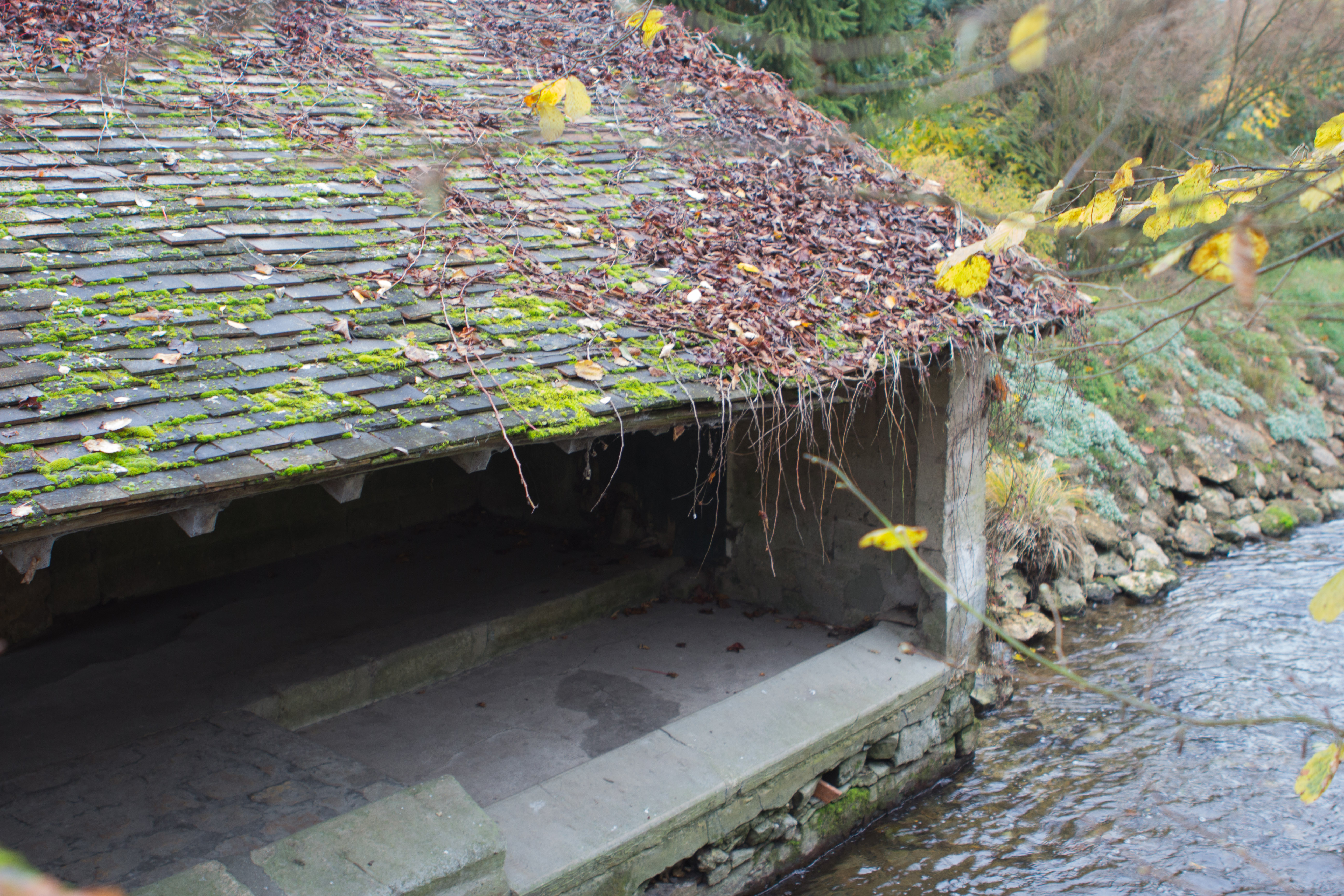
Le lavoir du hameau de la Planche.
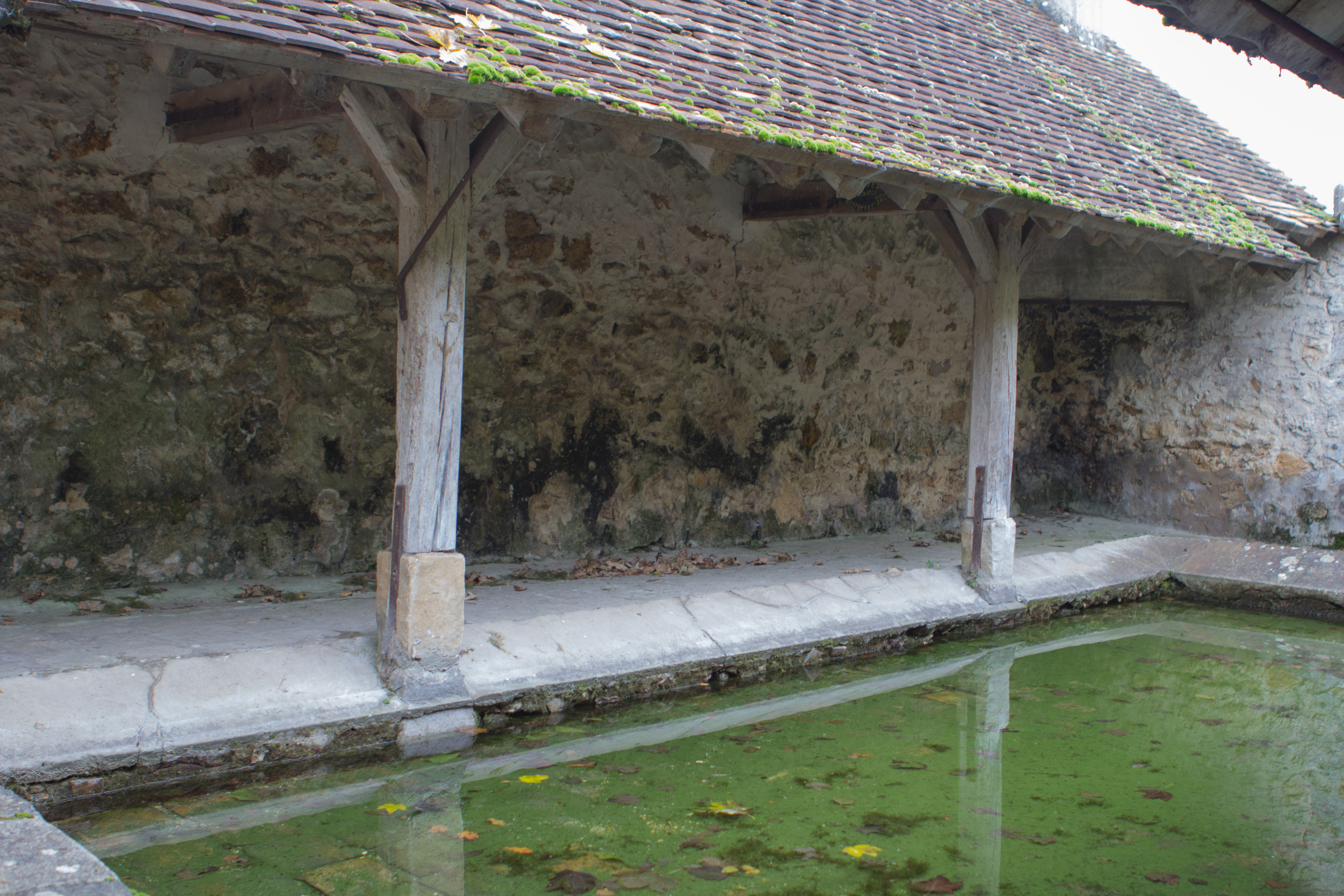
Le lavoir du hameau du Monceau.
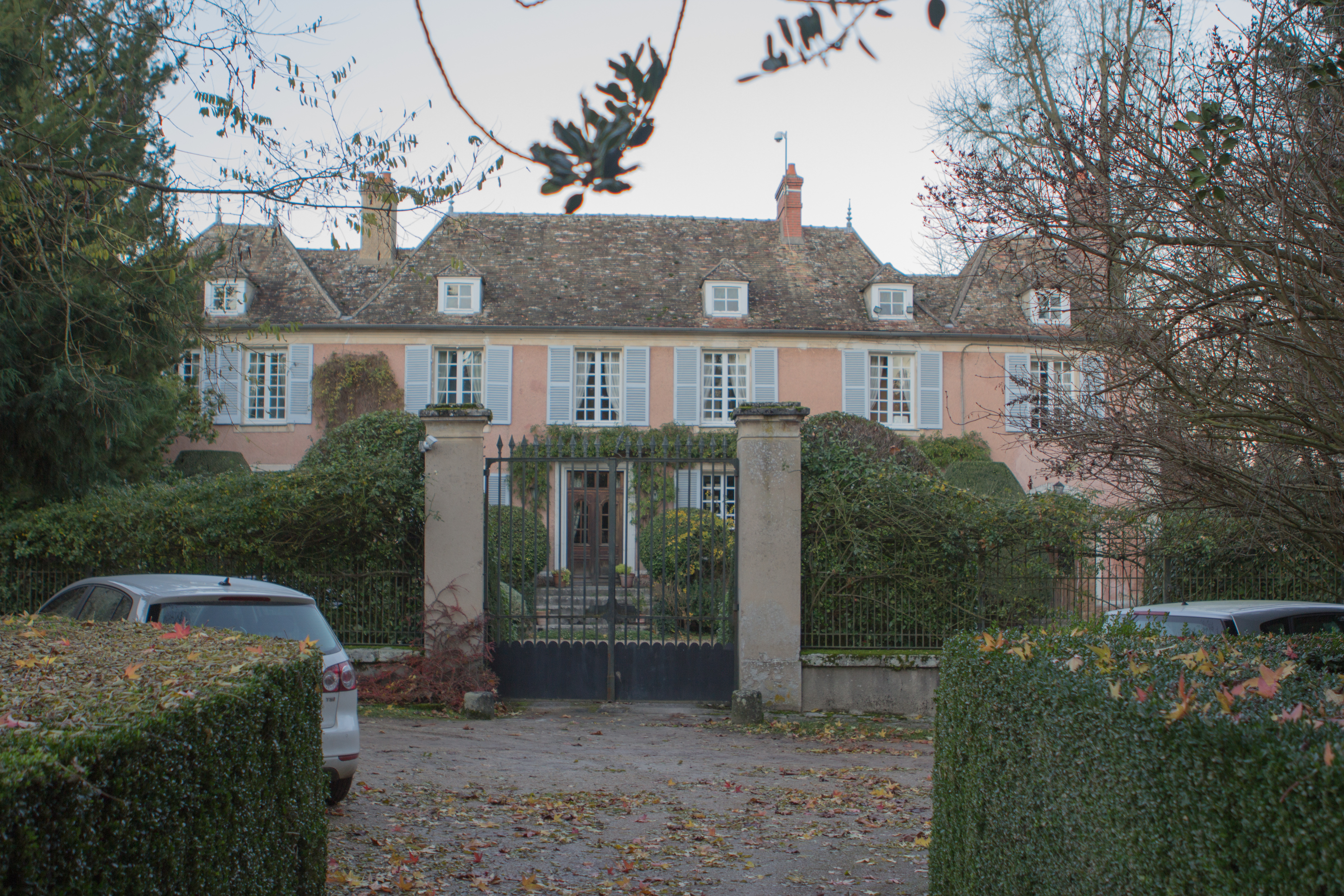
Le château de La Planche.

### Patrimoine environnemental
Le territoire de Perthes dispose encore de nombreux espaces préservés dont 241,54 ha de bois et de forêts, tels que le bois de Notre-Dame et le bois du Petit-Moulin. Les vallées de l'École et du ru de Rebais sont des lieux naturels protégés notamment par l'appartenance de Perthes au parc naturel régional du Gâtinais français. Le sentier de grande randonnée 32 (GR32), qui passe au nord-ouest de la commune de Perthes, suit la vallée de l'École depuis son embouchure dans la Seine, à Saint-Fargeau-Ponthierry, traverse le parc naturel pour rejoindre le sentier GR 655-Est (la « via Turonensis ») près de Malesherbes.

### Perthes dans les arts et la culture
- La scène du garage du film Les Visiteurs 2 : Les Couloirs du temps, de Jean-Marie Poiré, sorti en 1998 a été tournée à Perthes[116].
- Le groupe Boney M. a donné un de ses derniers concerts le samedi 17 septembre 2010 à Perthes, lors du « Concert du Pays de Bière », quelques semaines avant la mort de Bobby Farrell, le danseur et chanteur du groupe, survenue le 30 décembre 2010 à Saint-Pétersbourg[37].

### Personnalités liées à la commune
- Christine de Pisan, philosophe et poétesse française, née à Venise en 1364 et morte au monastère de Poissy vers 1430, demeura au château de Mémorant à la fin du XIVe siècle.
- Selon la légende locale, Jeanne d'Arc aurait passé une nuit à Perthes dans une ferme dont les vestiges se situent au 12 de l'actuelle rue du Batardeau, une rue du lieu-dit la Planche[37].
- En 2017, l’humoriste Pierre Palmade fait l’acquisition à Perthes d’un « magnifique corps de ferme » où il réside et qu’il aurait mis en vente en 2022 ou 2023[117].

### Héraldique
| Blason de Perthes (Seine-et-Marne) | Blason  | Tierce en payrle de sinople à une grappe de raison d'or, d’azur aux deux fasces ondées d’argent, de gueules chargé d’une gerbe de blé d’or surmontée d’une abeille de même. |
| Blason de Perthes (Seine-et-Marne) | Détails | |